# Haßberge
Die Haßberge sind ein bis 512,2 m ü. NHN hoher Mittelgebirgszug zwischen Schweinfurt und Bamberg in Unterfranken und Oberfranken, nördlich des Mains. Das Hügelland nordwestlich von Bamberg wird durch das Maintal von seinem Schwestergebirge, dem Steigerwald getrennt. Die Randhöhen beider Waldgebirge fallen steil zum Main hin ab. Zwischen Ebelsbach und Haßfurt durchstößt der Fluss das Bergland in einem breiten Durchbruchstal und schafft so eine bequeme Verbindung zwischen dem Obermain und dem fruchtbaren Mittelmaingebiet.

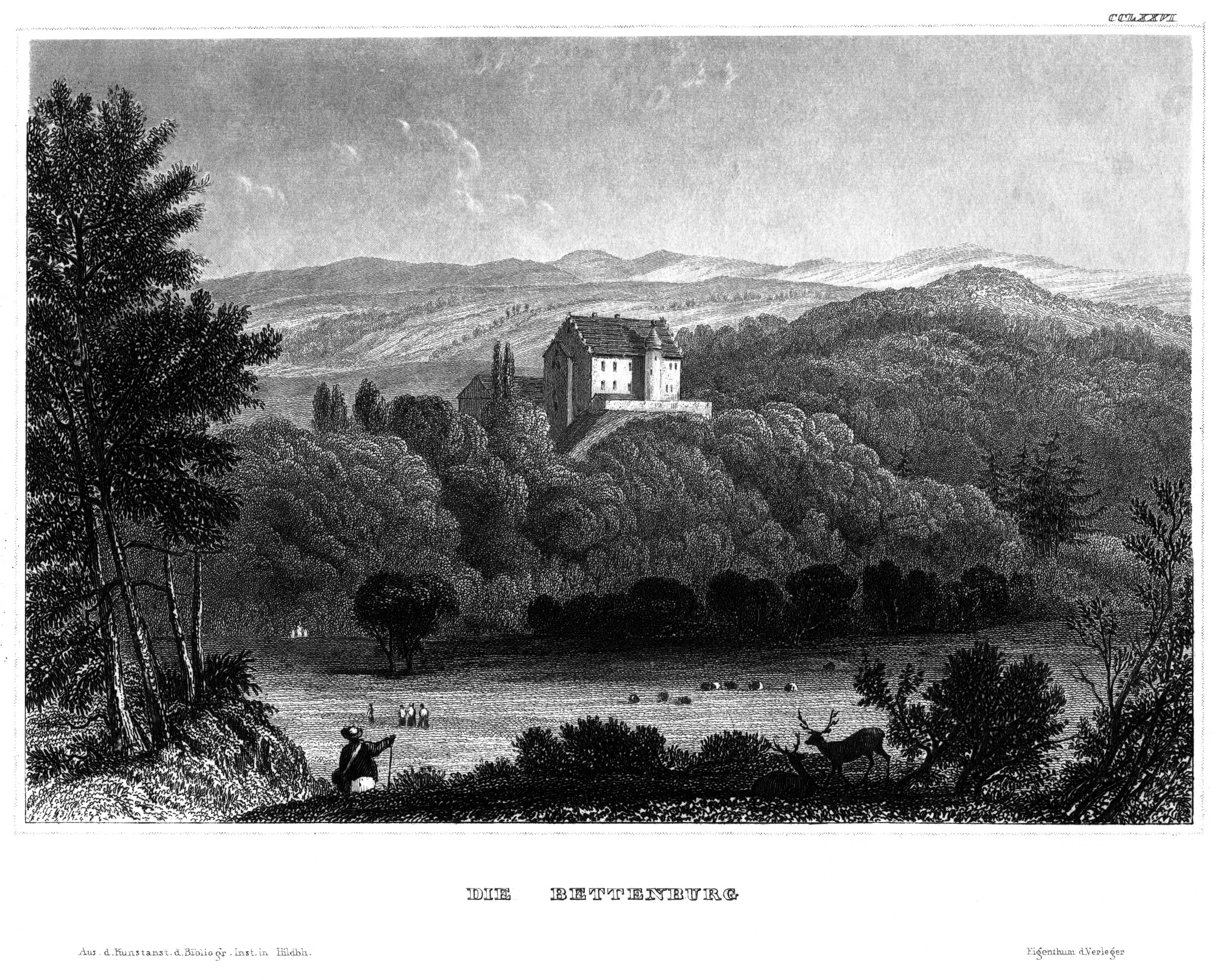
Ein Wahrzeichen der Haßberge: Die Bettenburg bei Hofheim (Stahlstich, 19. Jahrhundert)

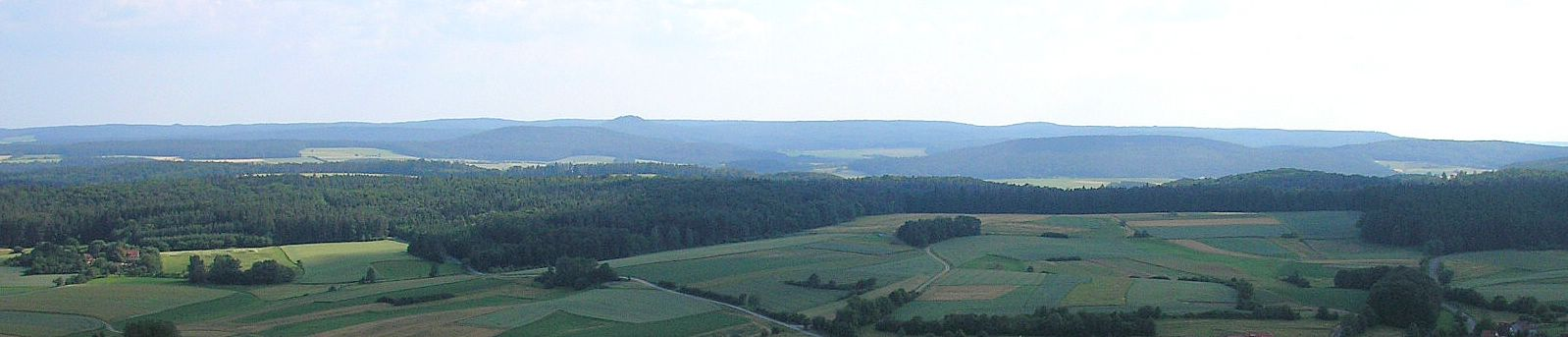
Das Hügelland der Haßberge vom Osthang des Zeilbergs bei Maroldsweisach. Links der Bildmitte erkennt man den markanten Vulkankegel des Brambergs.

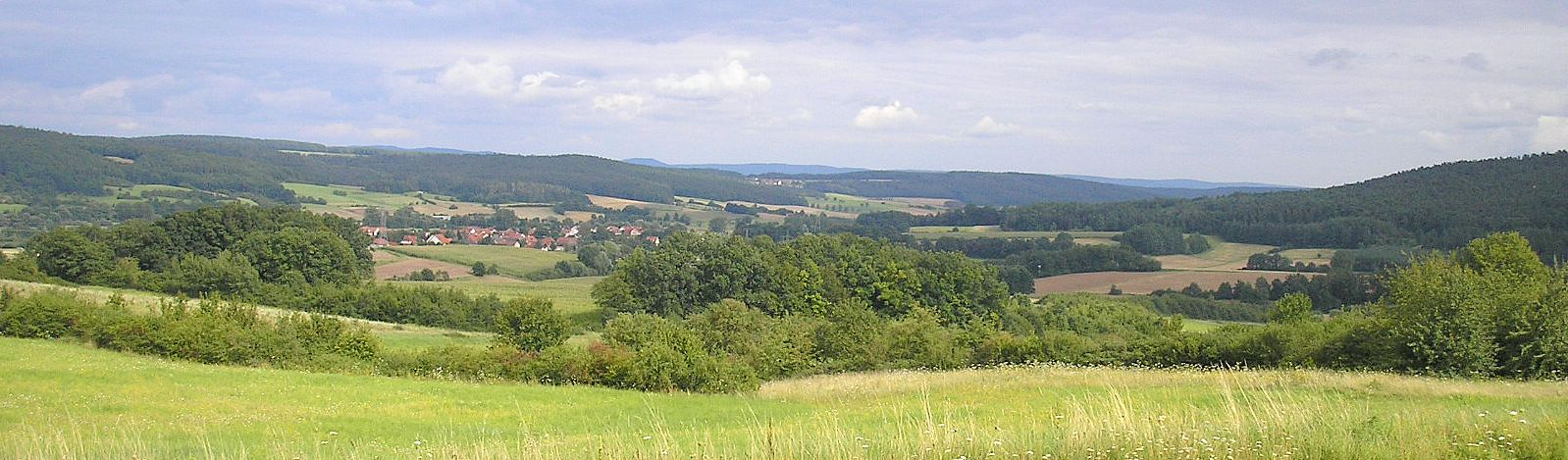
Typische Haßberglandschaft bei Ebern. Blick vom ehemaligen Standortübungsplatz nach Süden auf die Zeilberge. Im Hintergrund der fränkische Jura

Die Haßberge sind zentraler Teil des Naturparks Haßberge, dessen ausgedehnte Mischwälder von zahlreichen Wanderwegen durchzogen werden. Der Naturpark erstreckt sich von der ehemaligen innerdeutschen Grenze bei Bad Königshofen bis zum Main bei Hallstadt. Jenseits des Mains schließt sich der Naturpark Steigerwald an.
Die Region Haßberge umfasst neben dem eigentlichen, naturräumlich klar abgegrenzten Mittelgebirge auch das westliche Vorland und Teile des östlich anschließenden Itz-Baunach-Hügellandes (Zeilberge).
Ungewöhnlich ist der Reichtum des Landstriches an historischen Burg- und Schlossanlagen, von denen über 40 als Ruinen erhalten blieben oder noch bewohnt werden. Mehrere ehemals stark befestigte Städte am Rand des Gebirges konnten sich ihre historischen Ensembles mit Fachwerkhäusern weitgehend bewahren, wie zum Beispiel Königsberg oder Hofheim.

## Landschaftsname
Die Herkunft der Bezeichnung Haßberge ist unklar. Einer Theorie zufolge wurde der Name Haßberge vom Stamm der Chatten abgeleitet, der ehemals in diesem Gebiet gesiedelt haben soll. Der Stammesname Chatten wandelte sich im Lauf der Jahrhunderte zur heute gebräuchlichen Namensform Hessen. Im 7. Jahrhundert n. Chr. war die Form „Hassi“ gebräuchlich. Im Hochmittelalter war das Kloster Fulda in der Region begütert. Auch die Anlage der Stufenburg bei Baunach soll auf eine Vogtei des Klosters zurückgehen.
Andere Forscher sehen einen Zusammenhang mit einer „Hasenfurt“ über den Main (Haßfurt). Hier soll ein seichter Flussübergang auch „Hasenfüßen“ und „Angsthasen“ die gefahrlose Überquerung des Flusses ermöglicht haben. Auch die Deutung als „nasse Furt“ wird diskutiert.
Hasa könnte sich nach Hans Bahlow auch von einer Sumpf-, Moor- und Riedlandschaft am Main ableiten. Der Sprachwissenschaftler Peter von Polenz sah sogar einen möglichen Zusammenhang mit dem Fluss Nassach, der bei Haßfurt in den Main mündet. Diese Vermutung wird durch den frühmittelalterlichen Gaunamen Haßgau gestützt, dessen Zentrum im Nassachtal lag.
Der Slawist Heinrich Kunstmann führte den Wortstamm auf das westslawische Wort chasa zurück, nahm also einen Zusammenhang mit der wendischen Besiedlung der Region an. Nach dieser Interpretation würde der Landschaftsname Berge der Schar, des Volkes, bedeuten.
Hans Jakob und Heinrich Kunstmann deuteten gar den Namen der am Rand des Steigerwaldes gelegenen Gemeinde Knetzgau als Hinweis auf einen slawischen Urgau, der bis in den westlichen Steigerwald hineinreichte. Knetz soll auf das wendische knedz zurückgehen, das vom althochdeutschen kunig abgeleitet sein soll. Nach dieser Theorie soll sich ein slawischer Sippenverband unter der Führung eines knedz im Maingebiet hinter der Haßberge/Steigerwald-Steilstufe angesiedelt haben (Großer und Kleiner Knetzberg). Kunstmann interpretierte die Region als die Keimzelle des sagenhaften Samo-Reiches. Südlich des Maines sei das Gebiet weitgehend germanisch besiedelt gewesen und wurde Volkfeld genannt. Haßgau wäre also die fast wörtliche slawische Entsprechung von Volkfeld. Zwischen dem germanischen Volkfeld und dem slawischen Haßgau habe als Verwaltungsmittelpunkt der Königs-(Knedz-)gau Samos gelegen.
Die Untersuchungen Jakobs und Kunstmanns deuten darauf hin, dass das slawische Siedlungsgebiet tatsächlich sehr viel weiter nach Westen reichte, als die traditionelle, oft nationalistisch beeinflusste Forschung annahm. Hier allerdings gleich den weltgeschichtlich so bedeutsamen Ursprung des ersten slawischen Großreiches zu lokalisieren, erscheint doch etwas überzogen und von Lokalpatriotismus geprägt. Kunstmann glaubte dementsprechend, die sagenumwobene Wogastisburg als das heutige Burk bei Forchheim identifizieren zu können. Die Thesen Kunstmanns wurden in der Fachwelt sehr beachtet und lange diskutiert, gelten aber gegenwärtig als weitgehend widerlegt. Allerdings wurden diese Theorien noch 2003 in den Band Haßfurt des Historischen Atlas von Bayern aufgenommen.
Jakob Amstadt stellt einen Zusammenhang mit dem althochdeutschen Adjektiv hasan (grauglänzend, aschgrau) her (auch der Hase wird in Fabeln gelegentlich der „Graue“ genannt) und postuliert einen Zusammenhang mit einem germanischen (Wotans-)Kultort um weiße Pferde, die im Heiligen Wald um die Haßberge gelebt haben sollen.

## Geographie

### Geographische Lage
Die Haßberge liegen in den unterfränkischen Landkreisen Schweinfurt, Rhön-Grabfeld und Haßberge; für den letzten Landkreis sind sie namensgebend. Einige Randbereiche gehören seit der Gebietsreform von 1972 zu den Landkreisen Bamberg und Coburg.
Das Kernland des Waldgebirges mit den Forstgebieten um den Großen Haßberg, dem Bramberger Wald und dem Haßwald (Eberner Wald) erstreckt sich, vom Schloss Kleinbardorf im äußersten Nordwesten aus, wie eine große Sichel etwa 50 Kilometer in südöstliche Richtung bis zum Steigerwald südlich bzw. der Fränkischen Schweiz südöstlich des Südostendes, von denen sie jeweils das Tal des Mains trennt.
Die über die Nassach entwässernde, flachwellige Landschaft westlich dieses Kammes wird Haßgau genannt und ist naturräumlich bereits Teil der Gäulandschaft des Grabfelds, in dessen Kernland sie in einem schmalen Korridor nach Norden fließend übergeht.
Die Zeilberge zwischen Baunach-Daschendorf, Ebern und Maroldsweisach bilden ein Gegenstück zu den Haßbergen östlich jenseits des Baunach- und Weisachtales, das ebenfalls fast komplett im Naturpark Haßberge liegt. Der lang gestreckte Höhenrücken trägt einige der bedeutendsten landschaftlichen und kulturellen Sehenswürdigkeiten der Region (darunter die Burg Altenstein, Burg Lichtenstein, Burg Rotenhan und der Diebskeller bei Rabelsdorf).
Die Zeilberge verbinden die Haßberge mit dem Itz-Baunach-Hügelland, denen sie bereits zugerechnet werden. Das Itz-Baunach-Hügelland reicht am Oberen Itzgrund im Nordosten bis zur ehemaligen Residenzstadt Coburg und östlich Coburgs bis nah an die Steinach.
Wilhelm Götz übertrug 1898 den Landschaftsnamen Haßberge auch auf die Zeilberge und das Gebiet zwischen beiden Kämmen. Die so definierten Haßberge im erweiterten Sinne reichen im Südosten bis an den Unteren Itzgrund der Itz unterhalb Untermerzbachs und in Osten und Nordosten bis vor die Alster. Zwischen den Nordrändern von Zeil- und Haßbergen im engeren Sinne kann die Wasserscheide zwischen den Baunach- und Alster/Rodach-Zuflüssen von Allertshausen bis Sternberg als Grenze des Gebietes angesehen werden. Von Sternberg aus Richtung Südwesten zieht sich dann die Grenze dieser Landschaft zum Grabfeld entlang der Wasserscheide zur Fränkischen Saale.
Die Haßberge im erweiterten Sinne nach dieser Definition stimmen weitgehend mit dem Naturpark Haßberge überein und umfassen, neben den Haßbergen im engeren Sinne, den kompletten Naturraum Südwestliches Itz-Baunach-Hügelland. Lediglich im Norden geht der Naturpark nennenswert über diese Landschaft hinaus und enthält auch noch Teile des Königshofener Grabfelds.

### Wildbann vom Zeilberg
Die Region Haßberge greift nach Osten deutlich über die „Haßberge im engeren Sinn“ aus. Diese erweiterte Landschaftsbezeichnung geht wohl letztlich bereits bis auf die hochmittelalterliche Wildbannschenkung Kaiser Friedrich Barbarossas an das Bistum Würzburg zurück (22. März 1172). Dieser bannum ferarum, Wiltban genannt vom Cilleberg umfasste vom Zeilberg ausgehend den Bereich der Zeilberge und der mittleren Haßberge. Die Nordgrenze dieses riesigen Wildbanngebietes war der Lauf der Rodach. Im Osten begrenzte die Itz den Bezirk bis an den Main. Im Westen endete der Bann am Ebelsbach. Weitere Grenzpunkte waren der Lußberg (Bamberger Bischofswald) und der – noch nicht identifizierte – „Sünderstein“. Nach Norden reichte der Bannbezirk bis zum Großen Haßberg bei Hofheim.
Der eigentliche Gebirgszug der Haßberge endet jedoch im Nordosten am Kleinen Haßberg. Naturräumlich gehört das Gebiet östlich von Bundorf und Burgpreppach zum Itz-Baunach-Hügelland, dem sogar bereits der Haubeberg bei Ebern (Burg Rauheneck) zuzuordnen ist.

### Haßgau
Ebenso wie der Begriff Haßberge ist auch die Bezeichnung Haßgau nicht eindeutig definiert. Gegenwärtig spricht man entweder das ganze, erweiterte Haßberggebiet bis zur Itz oder auch nur den Hofheimer Gau als Haßgau an.
Im Frühmittelalter war der Haßgau ein Untergau des Grabfeldgaues, dessen Zentrum wohl im Nassachtal westlich des Haßberghauptkammes lag. Östlich des Gebirges ist jedoch auch Bundorf als Teil dieses Haßgaues belegt. Im Hochmittelalter wurde der Haßgau dagegen mit einem weit größeren Gebiet gleichgesetzt, zu dem auch der große Wildbannbezirk vom Zeilberg gehörte. Im Nordosten erstreckte sich dieser hochmittelalterliche Haßgau bis nach Hellingen bei Heldburg. Als weitere nördliche Grenzpunkte zum Grabfeld sind Lauringen, Wettringen und Birkenfeld nachweisbar.

### Naturräumliche Gliederung
Das Handbuch der naturräumlichen Gliederung Deutschlands führt die Haßberge als naturräumliche Haupteinheit der Haupteinheitengruppe Fränkisches Keuper-Lias-Land. In der nachfolgenden Aufstellung der Unter-Naturräume sind der Übersichtlichkeit wegen auch die sich östlich anschließenden, ebenfalls nahezu komplett im Naturpark Haßberge gelegenen Landschaften aufgeführt:
- (zu 11 Fränkisches Keuper-Lias-Land)
  - 116 Haßberge
    - 116.0 Südliche Haßberge
      - 116.00 Südliche Haßbergstufe und Dachfläche
      - 116.01 Breitbrunner Hügelland
      - 116.02 Priegendorfer Baunach-Randhöhen

    - 116.1 Mittlere Haßberge (Bettenburger Quersenke)
    - 116.2 Nördliche Haßberge
      - 116.21 Nördliche Haßbergstufe mit Haßbergrücken
      - 116.22 Bundorfer Forst

  - (zu 117 Itz-Baunach-Hügelland)
    - 117.4 Südwestliches Itz-Baunach-Hügelland
      - 117.40 Altensteiner Rhätolias-Rücken (Zeilberge)
        - 117.400 Zeilberg-Sandberg-Rücken
        - 117.401 Lichtensteiner Rücken
        - 117.402 Losbergsgereuther Rücken
        - 117.403 Kreiberg-Rücken

      - 117.41 Weisach-Baunach-Hügelland
      - 117.42 Bundorfer Ausraumzone

## Geologie und Landschaft

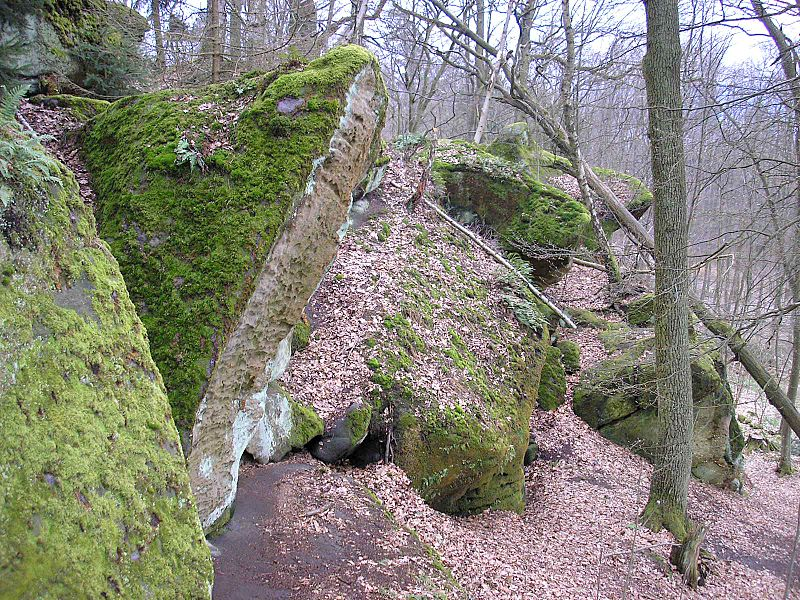
„Felsenmeer“ aus Rhätsandsteinblöcken unterhalb der Burg Lichtenstein bei Pfarrweisach (Zeilberge)

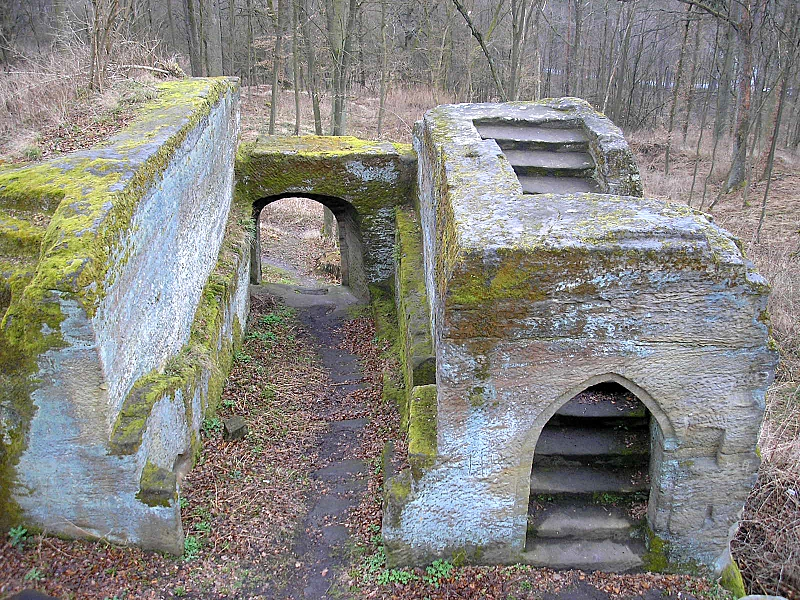
Eine der wenigen echten Felsburgen Deutschlands: Die Burg Rotenhan bei Ebern

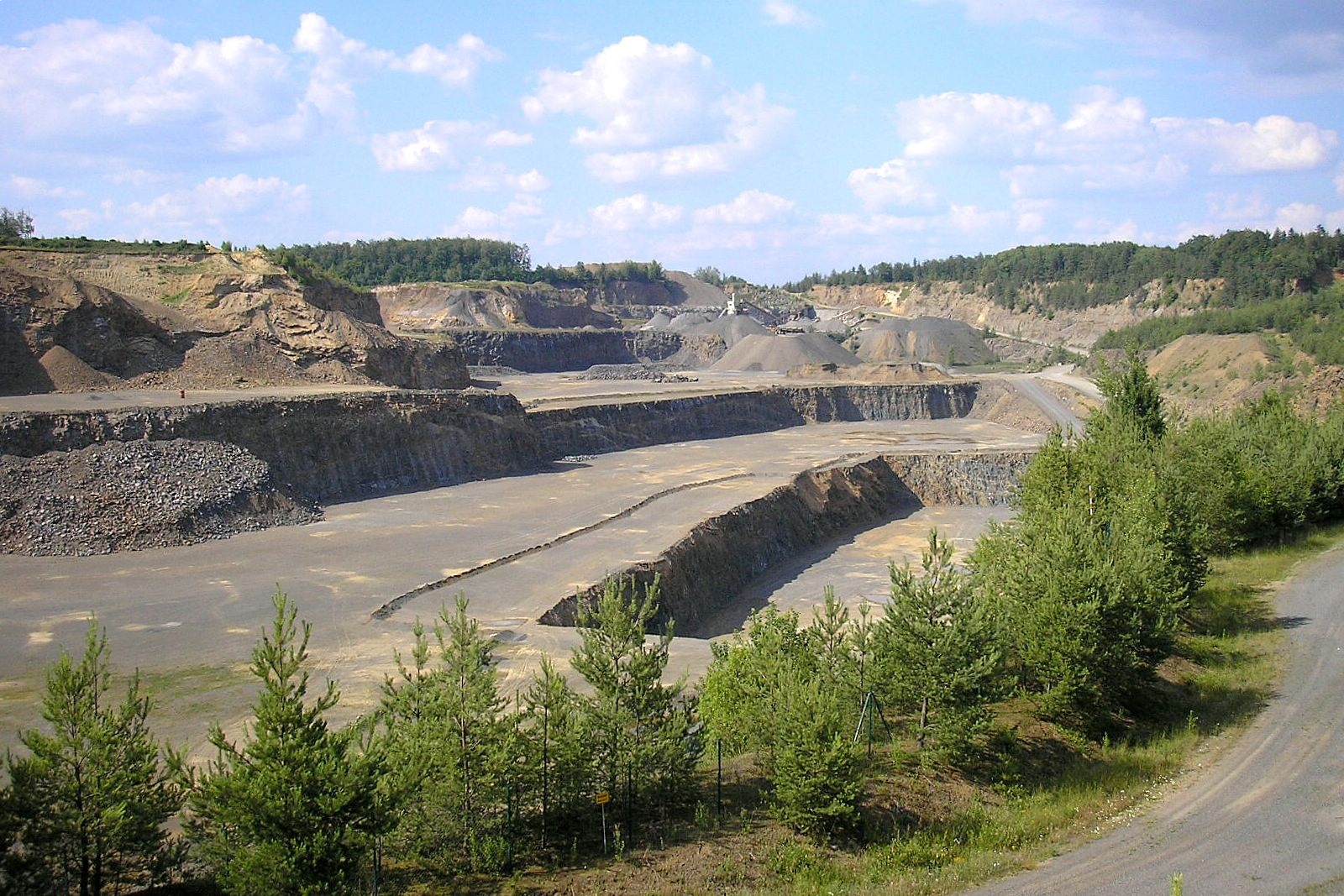
Der große Basaltsteinbruch auf dem Zeilberg

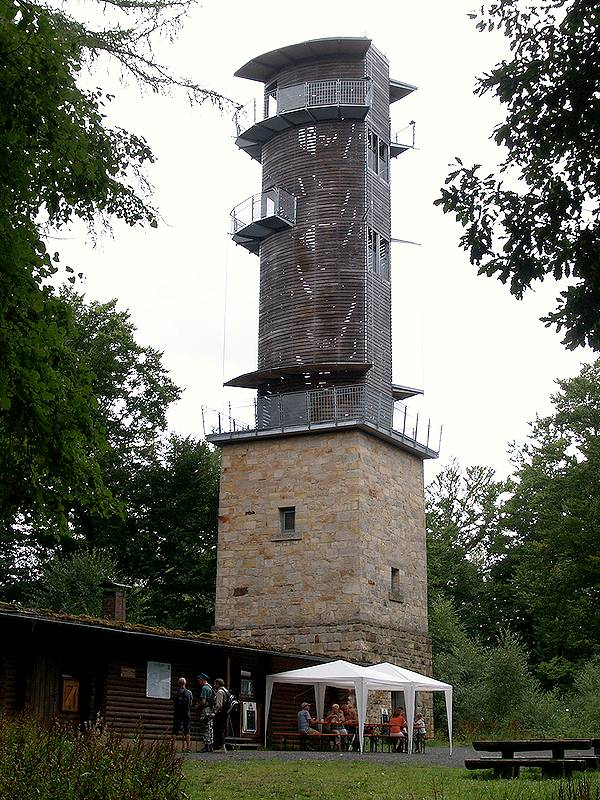
Der moderne Aussichtsturm auf der Schwedenschanze bei Eichelsdorf

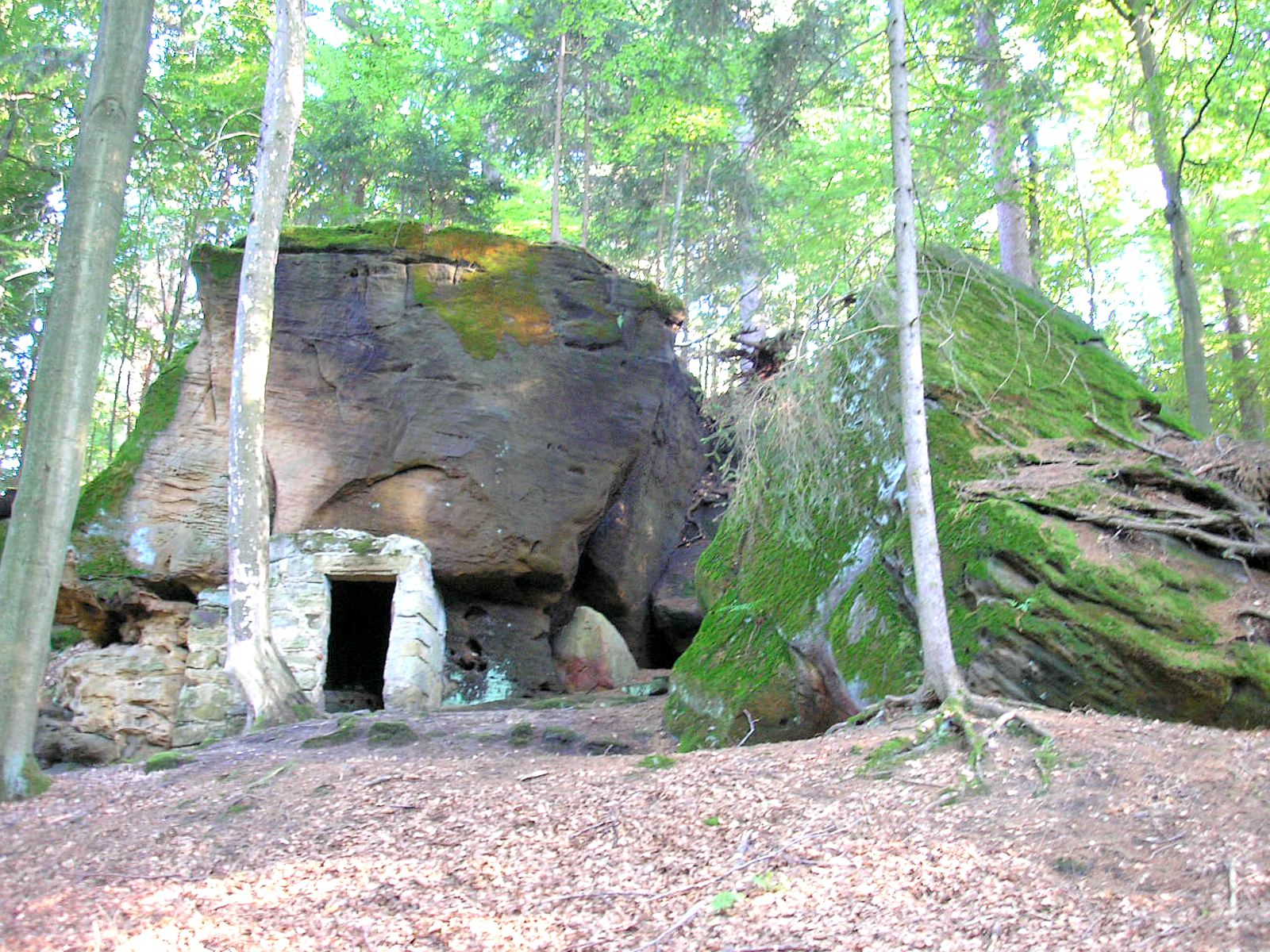
Der „Hohle Stein“ bei Reutersbrunn (Haßwald), eine der zahlreichen sagenumwobenen Felsgruppen der Haßberge

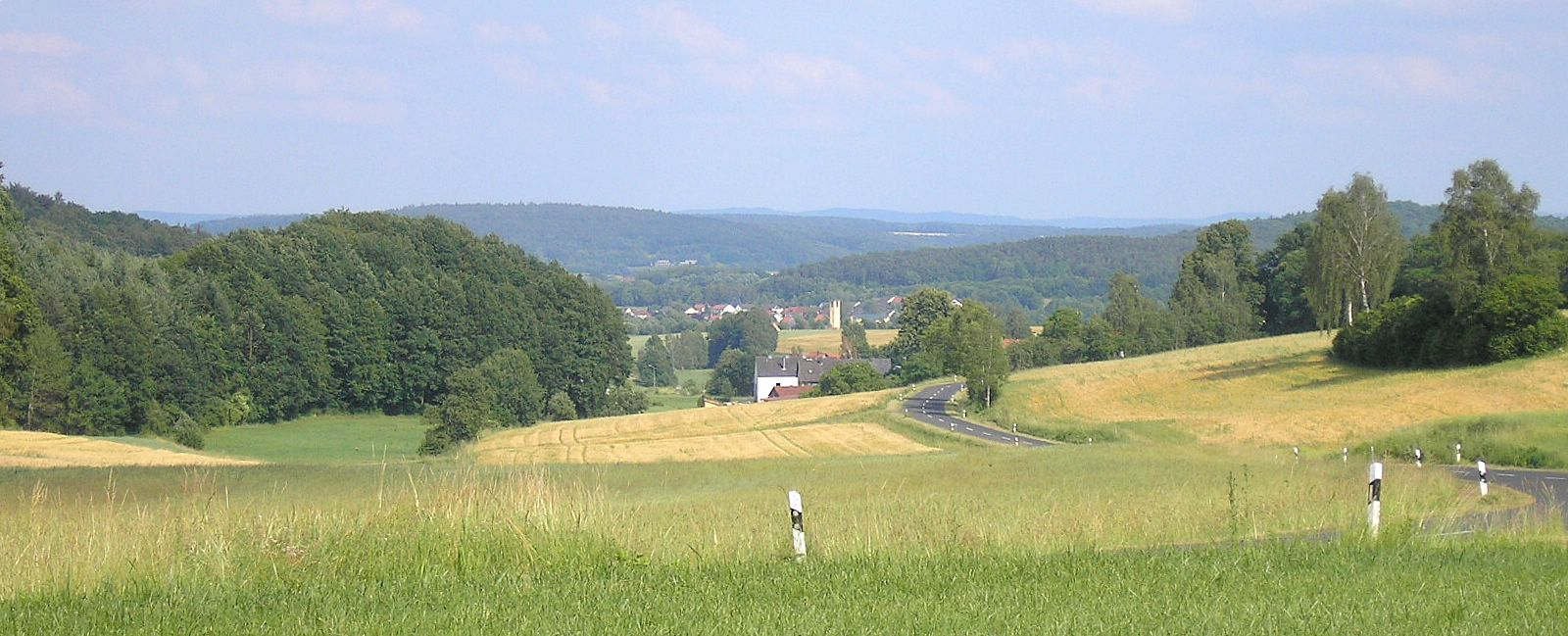
Die nordöstlichen Haß- und Zeilberge vom Wanderparkplatz unter der Burg Rauheneck bei Vorbach (Grenze Haßberge/Itz-Baunach-Hügelland)

Geologisch gehören die Haß- und Zeilberge größtenteils zum fränkischen Keuperbergland (Germanische Trias). Der Keuper ist das dominierende Element. Durch Abtragungsvorgänge wurden die harten Ablagerungsschichten über dem Grundgebirge herauspräpariert und so das heutige Relief geformt. Diese Erosionskräfte schufen auch den steilen Westabfall des Berglandes zum Schweinfurter Gau.
Aus dem Tertiär stammen die vulkanischen Basalte der Heldburger Gangschar. Noch heute belegt vor allem der markante Bramberg zwischen Königsberg und Ebern die vulkanischen Aktivitäten in diesem Hügelland. Ein großer Basaltsteinbruch wird noch auf dem Zeilberg über Maroldsweisach weiterbetrieben. Andere kleinere Basalt- und Sandsteinbrüche wurden aufgelassen, einige werden noch ausgebeutet. Besonders der Sandstein aus den Haßbergen gilt als wertvoller Werkstein, der etwa auch bei der Errichtung des Reichstagsgebäudes in Berlin oder des Frankfurter Hauptbahnhofes Verwendung fand (Burgpreppacher Sandstein). Die Basaltvorkommen werden größtenteils zu Straßenschotter verarbeitet.
Nördlich der ehemaligen Kreisstadt Ebern bilden talwärts gerutschte Rhätsandsteinblöcke mehrere ausgedehnte Felsenmeere (Burg Lichtenstein, Diebskeller). Die zerklüfteten Felsformationen wurden im Hochmittelalter teilweise zur Anlage einiger burgenkundlich bedeutender Felsburgen verwendet (Burg Rotenhan, Teufelsstein). Der instabile geologische Untergrund gefährdet noch in der Gegenwart einige Gemeinden. Besonders betroffen ist das Bergdorf Altenstein, wo noch Ende des 20. Jahrhunderts ein Teil der großen Burgruine (Burg Altenstein) einstürzte. Die Anlage wurde anschließend gesichert.
Das Landschaftsbild ist eher unspektakulär, wird aber wegen der kulissenhaften Gruppierung der dicht bewaldeten Bergrücken von vielen Besuchern als besonders reizvoll empfunden. Das Relief ist als Folge des gestörten Bodenaufbaus oft unruhig und kleinräumig verengt.
Gegen den Main und nach Westen fällt das kleine Gebirge in einer Stufe steil zum Vorland ab, während es nach Norden und Osten wesentlich sanfter ausläuft. Der Ostabfall wird von zahlreichen Bächen zergliedert. Gegenüber dem Main steigt das dünner besiedelte Schwestergebirge des Steigerwaldes empor, nördlich des Itztals beginnt der Fränkische Jura, der besonders von den Randhöhen der Zeilberge zwischen Ebern und Lichtenstein gut zu überblicken ist (Staffelberg, Oberes Maintal).
Einen guten Überblick über das Hügelland bieten einige Aussichtsplätze und Türme wie etwa der Aussichtsturm auf der Schwedenschanze bei Hofheim oder die Burg Altenstein bei Maroldsweisach. Vom nahen Zeilberg ermöglicht der Rundweg („Steinerlebnispfad“) um den Steinbruch weitere Ausblicke. Von dort bietet sich zusätzlich ein Panorama der Rhön und des Thüringer Waldes. Weiter nördlich steht bei Zimmerau der „Bayernturm“ an der ehemaligen Zonengrenze. Die Aussichtswarte ermöglichte der Bevölkerung bereits vor der Wiedervereinigung einen Blick hinüber in die ehemals unzugänglichen Sperrgebiete Südthüringens.
Die Städte liegen alle am Gebirgsrand. Nur Ebern ist vollständig in die Randhöhen der Haß- und Zeilberge eingebettet. Das Innere der Haßberge ist weitgehend Bauern- und Waldland, zahlreiche Mühlen beleben das Landschaftsbild. Die Region im Südosten (Lautertal um Kirchlauter) wird Heilige Länder genannt.

### Berge
Zu den Erhebungen der Haßberge bzw. des Naturparks Haßberge gehören (sortiert nach Höhe in Meter):
| - Nassacher Höhe (512,2 m) - Laubhügel (504,5 m) - Großer Breitenberg (ca. 497 m) - Bruckenberg (ca. 496 m) - Bramberg (494,3 m) – mit Burgruine Bramberg - Schwedenschanze (ca. 487 m) – mit Wallanlage Schwedenschanze - Stachel (484,2 m) - Rosenberg (ca. 476 m) - Ochsenhügel (ca. 473 m) - Lußberg (ca. 464 m) - Büchelberg (Ditterswind) (463 m) - Zeilberg (Zeilberge; 462,9 m) - Tonberg (ca. 458 m) - Höhberg (ca. 450 m) | - Büchelberg (Zimmerau) (429 m) mit Bayernturm - Haubeberg (ca. 428 m) – mit Burgruine Rauheneck - Kleine Kufe (ca. 426 m) - Kleiner Haßberg (ca. 426 m) - Linsenhügel (ca. 420 m) - Judenhügel (früher: Wartberg; ca. 415 m) – mit jüdischem Friedhof innerhalb einer großen Ringwallanlage - Stiefenberg (ca. 396 m) - Eichelberg (ca. 388 m) - Hohe Wann (ca. 387 m) - Kreuzberg (südlichster Haßberg; ca. 367 m) - Kraiberg (Zeilberge; ca. 365 m) Außerdem: - Ruine Wildberg (ca. 450 m) |

### Fließgewässer
Zu den Fließgewässern in und an den Haßbergen gehören die Fränkische Saale im Norden, Baunach im Osten, Itz im Nordosten, Lauter im Südosten, Main im Süden sowie Nassach und Lauer im Westen.

### Ortschaften
Zu den Ortschaften in und an den Haßbergen gehören (im Uhrzeigersinn, beginnend im Norden): Bad Königshofen im Norden, Maroldsweisach und Ebern im Osten, Baunach und Hallstadt (bei Bamberg) im Südosten, Ebelsbach und Zeil am Main im Süden, Haßfurt, Königsberg in Bayern und Hofheim in Unterfranken im Südwesten, Stadtlauringen im Westen sowie Sulzfeld im Nordwesten.

## Flora und Fauna
Neben den strukturreichen Mischwäldern um Ebern, Rentweinsdorf und Kirchlauter sind besonders die Eichen-, Erlen-, Buchen- und Eschenwälder bei Bundorf und Bramberg zu erwähnen. Naturwaldreservate wurden am Kraiberg und am Stachel eingerichtet. Insgesamt beträgt der Waldanteil in den Haßbergen über 40 Prozent der Gesamtfläche. Fernwanderern ermöglicht der nahezu nahtlose Zusammenhang der drei Naturparks Haßberge, Steigerwald und Frankenhöhe ausgedehnte mehrtägige Touren durch die fränkische Natur- und Kulturlandschaft.
Neben den typischen heimischen Laubbäumen bestimmen auch die Streuobstgürtel an den Ortsrändern und zahlreiche Obstwiesen das Landschaftsbild.
Am Haßbergtrauf (Maintal) wird noch ergiebiger Weinbau betrieben. Die Weine werden in einigen Heckenwirtschaften ausgeschenkt. Die Haßberge bilden die Grenze zwischen dem sogenannten „Weinfranken“ und dem oberfränkischen „Bierfranken“, dem auch die nördlichen und mittleren Haßberge zuzurechnen sind. Hier wurde allerdings bis um 1700 gebietsweise ebenfalls Wein angebaut.
Im Westen der Haßberge kommen noch seltene Pflanzenarten wie das Große Adonisröschen und der Purpurklee oder die Osterluzei vor. Nach Osten und Südosten nimmt der Waldanteil zu. In den schmalen Wiesentälern der Haßberghochfläche wachsen Wollgräser, Feuchtwiesenknabenkräuter und einige Orchideenarten.
Die kleinteilige Natur- und Kulturlandschaft wird durch einige Landschaftspflege- und Beweidungsprojekte gepflegt oder wiederhergestellt. Besonderes Gewicht kommt hier der Wanderschäferei zu. Auch Ziegen und Rinder werden als natürliche Landschaftspfleger eingesetzt. Die Landwirte pflegen und rekultivieren zusätzlich aufgelassene Landschaftsbestandteile wie alte Weinberge oder ehemalige Streuobstwiesen und gewinnen so wertvolle Biotope zurück. Der Naturpark finanziert solche Pflegemaßnahmen bis zu 70 Prozent und sichert den Landwirten damit erhebliche Zusatzeinnahmen.
Besonders im Bundorfer Forst konnten sich größere Rotwildbestände halten. Die Wildschweinbestände im Naturpark begegnen dem Wanderer nur sehr selten. Meist deuten nur Wühlspuren im Boden auf die Aktivitäten der Rotten hin.
Die Quellbäche und Gräben werden von zahlreichen Lurchen, besonders Feuersalamandern und Gelbbauchunken bevölkert. Auf die oft hervorragende Wassergüte weisen besonders die bedeutenden Flusskrebsbestände der Haßberge hin. Im Westen des Hügellandes kann man gelegentlich Schlingnattern beobachten.
Die großen Forste und feuchten Wiesentäler bieten einigen gefährdeten Vogelarten Schutz und Lebensraum. Neben Mittelspechten und Neuntötern, Waldschnepfen und Uhus besuchen auch Weiß- und Schwarzstörche die Region.
Fraßspuren und Baumschäden am Main beweisen, dass auch der Biber langsam wieder in die Haßberge zurückkehrt.

## Geschichte

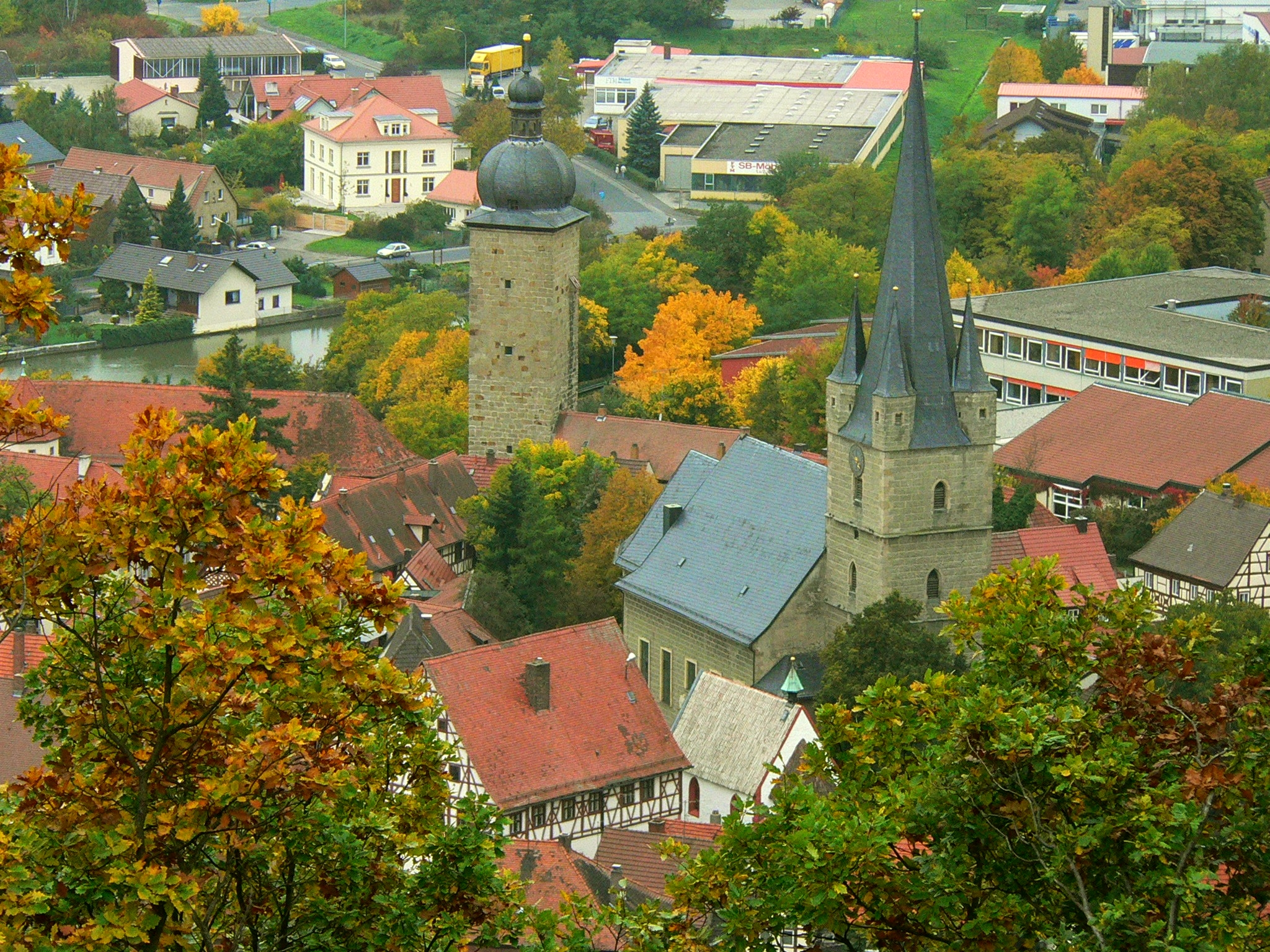
Die Altstadt von Zeil am Main, einer ehemaligen Amtsstadt des Hochstiftes Bamberg

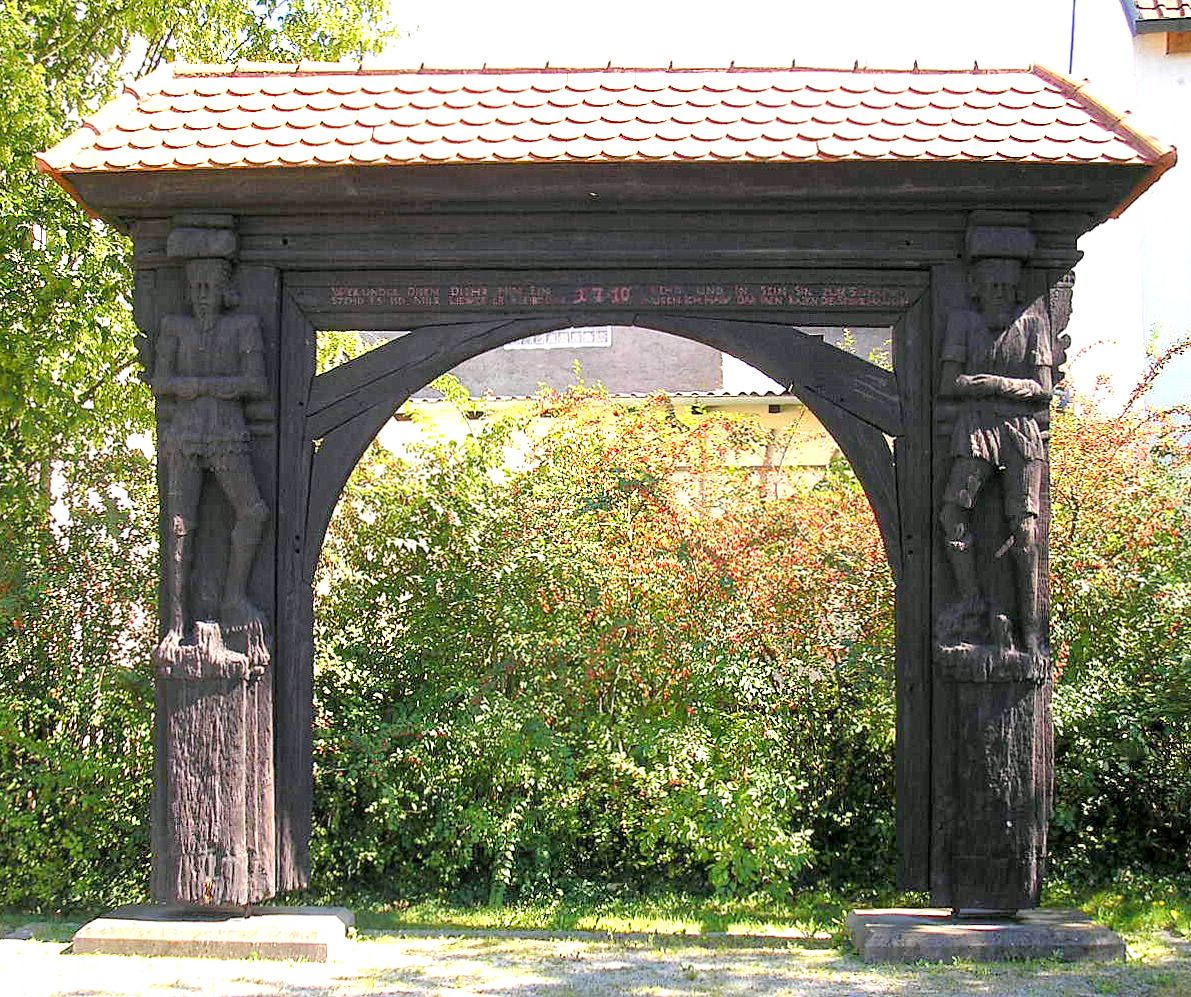
Gilt als eines der schönsten erhaltenen Hoftore Frankens: Die „Hölzernen Männer“ von Baunach

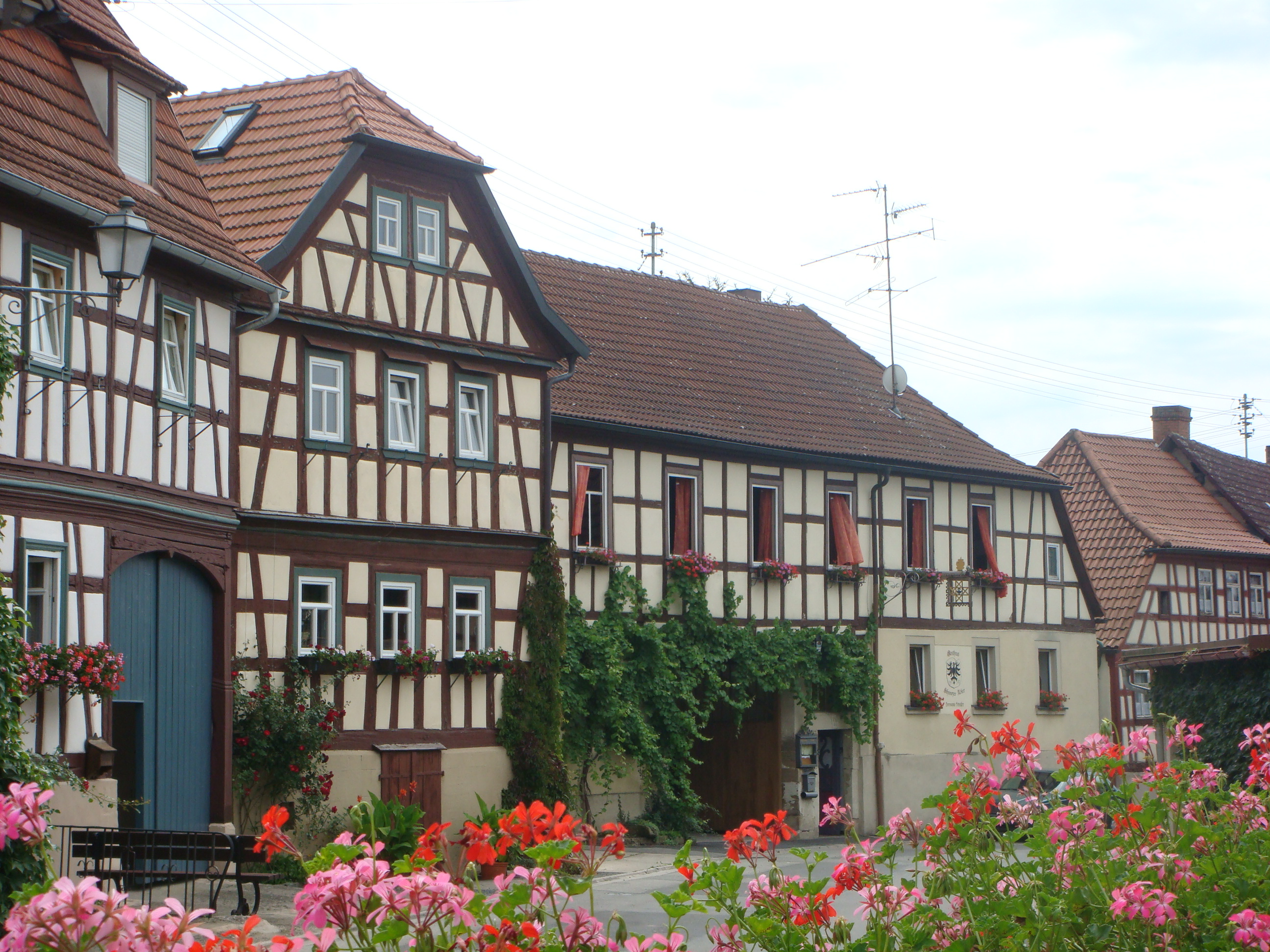
Fachwerkensemble in Unfinden bei Königsberg

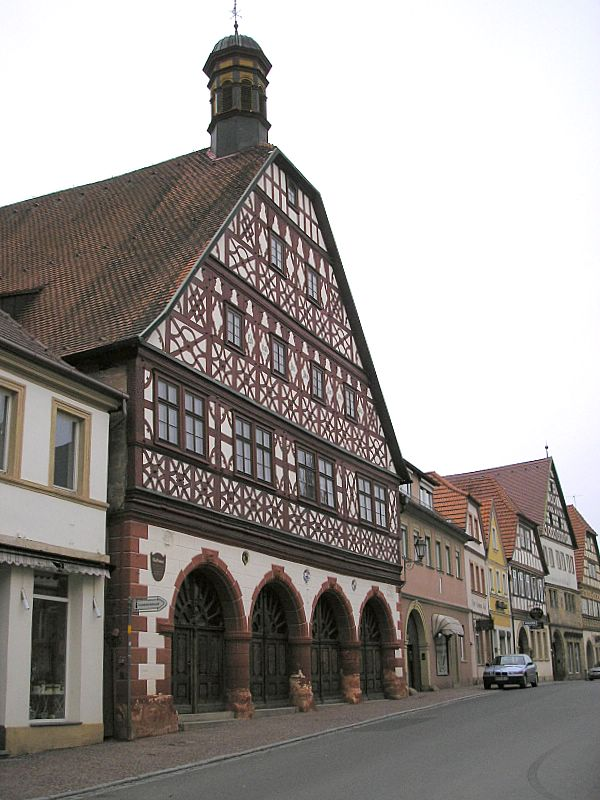
Das Eberner Rathaus

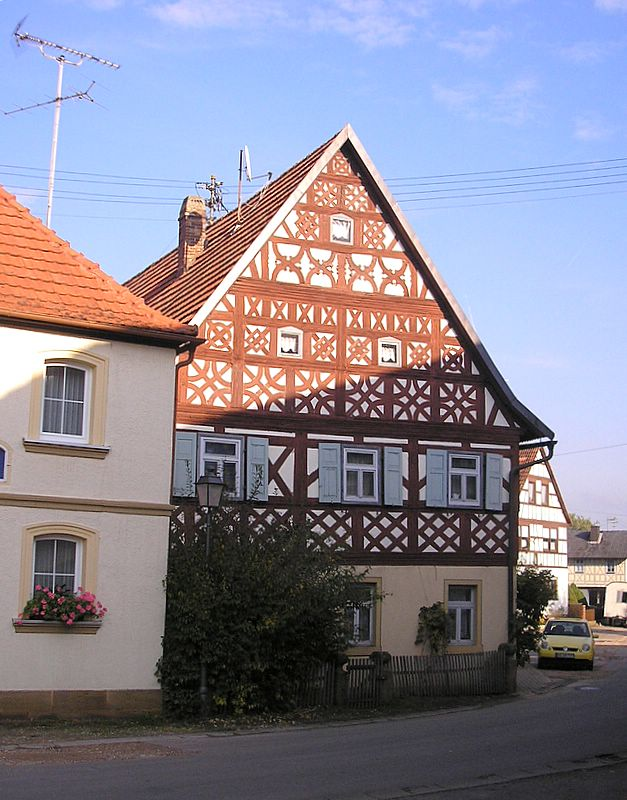
Regionaltypische Fachwerkfassade in Mürsbach (Altlandkreis Ebern)

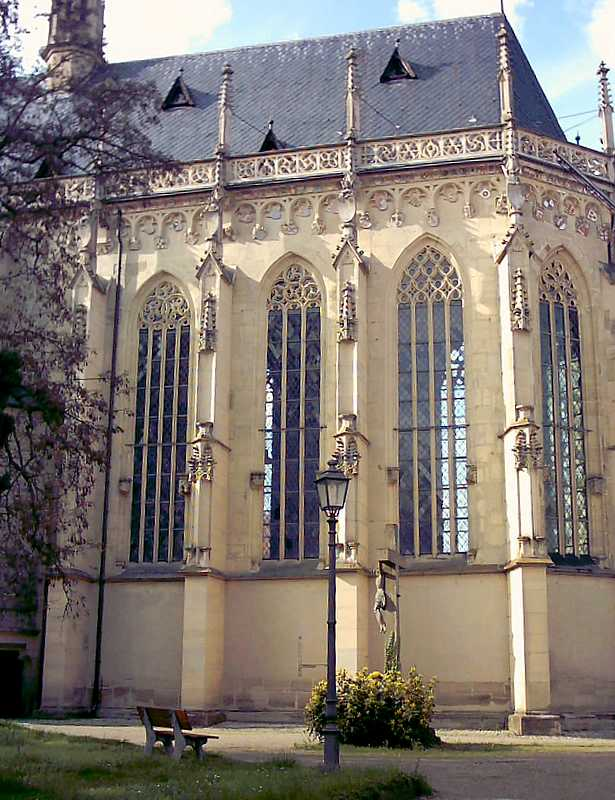
Durch Stiftungen des Adels der Haßberge mitfinanziert: Die spätgotische Ritterkapelle in Haßfurt mit etwa 250 Wappenschilden der fränkischen und schwäbischen Ritterschaft

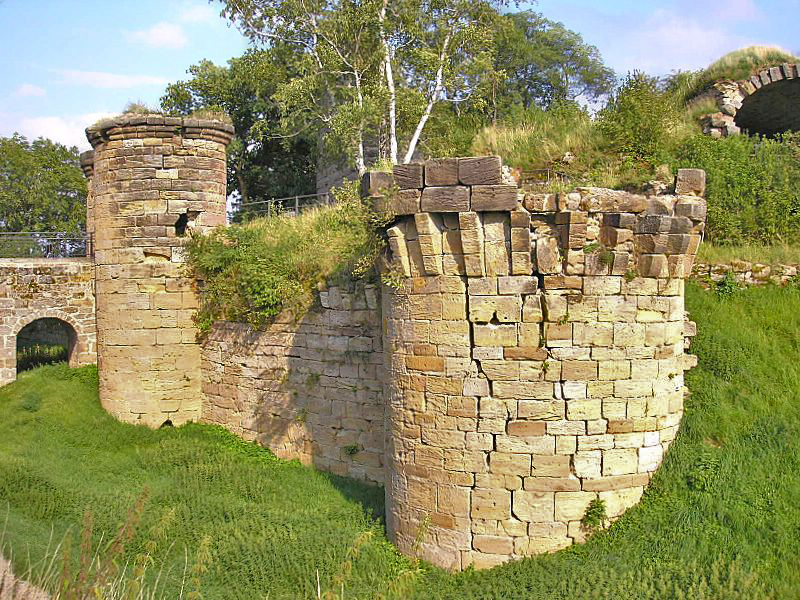
Die Burg Altenstein über dem Weisachtal

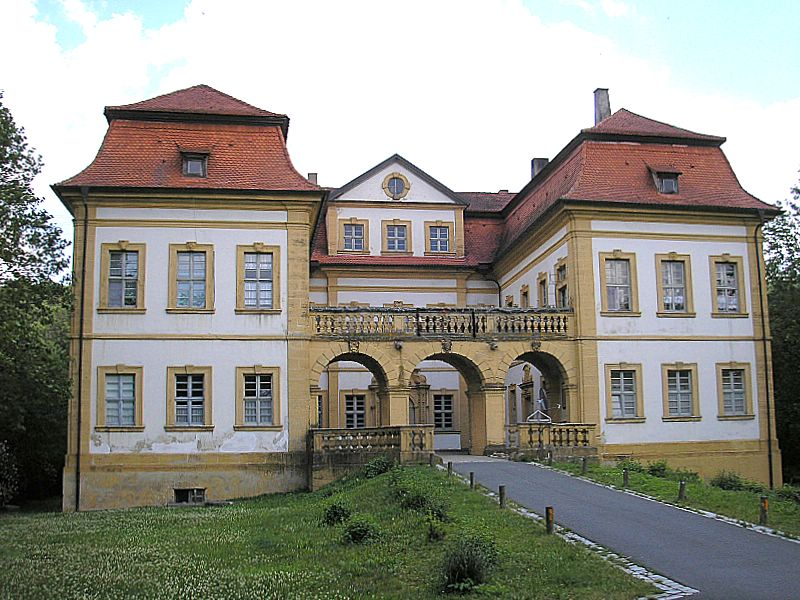
Zwischen Ebern und Seßlach: Schloss Heilgersdorf am nordöstlichen Rand der Haßberge

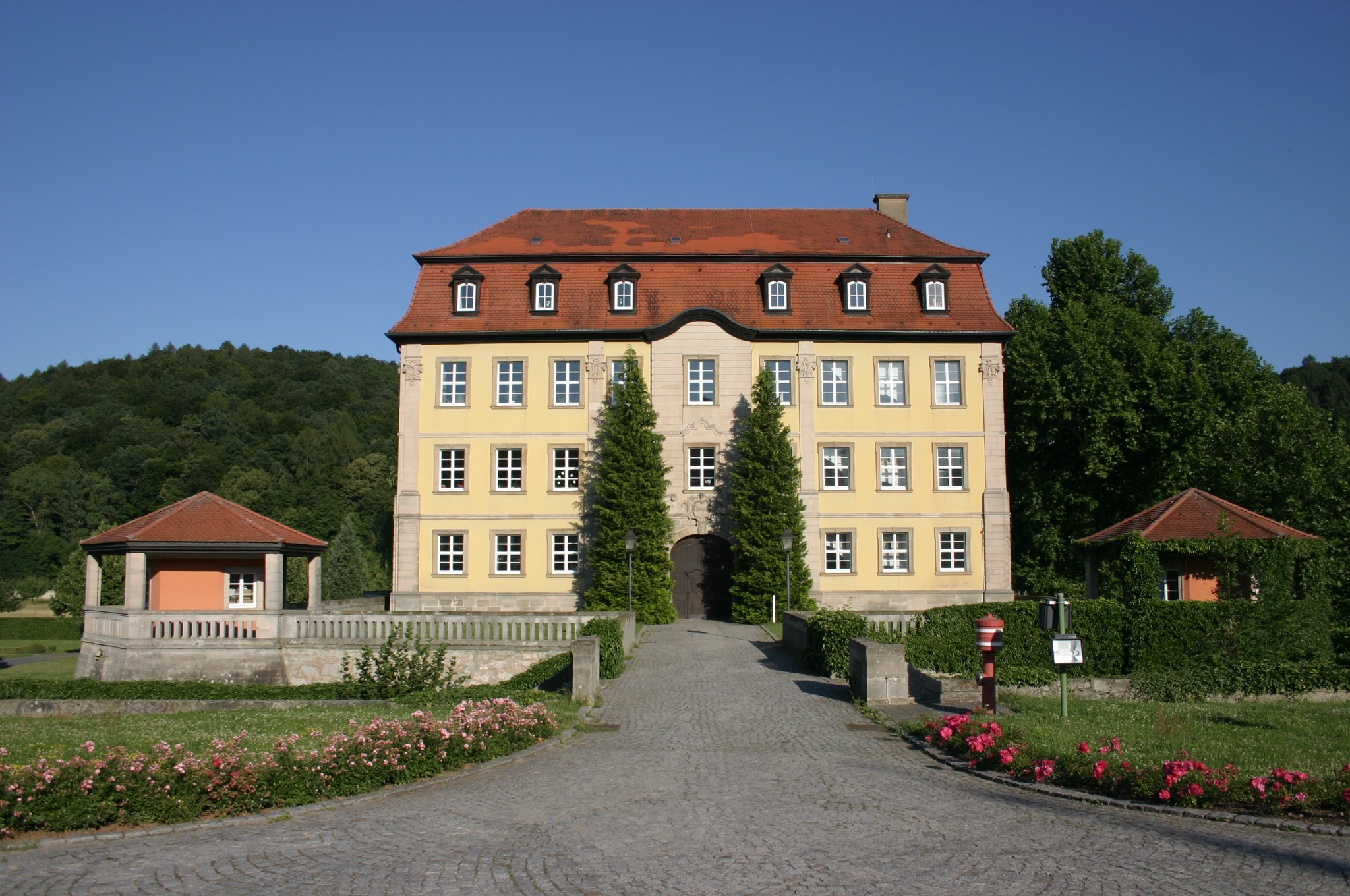
Das frühklassizistische Schloss Gleisenau bei Ebelsbach

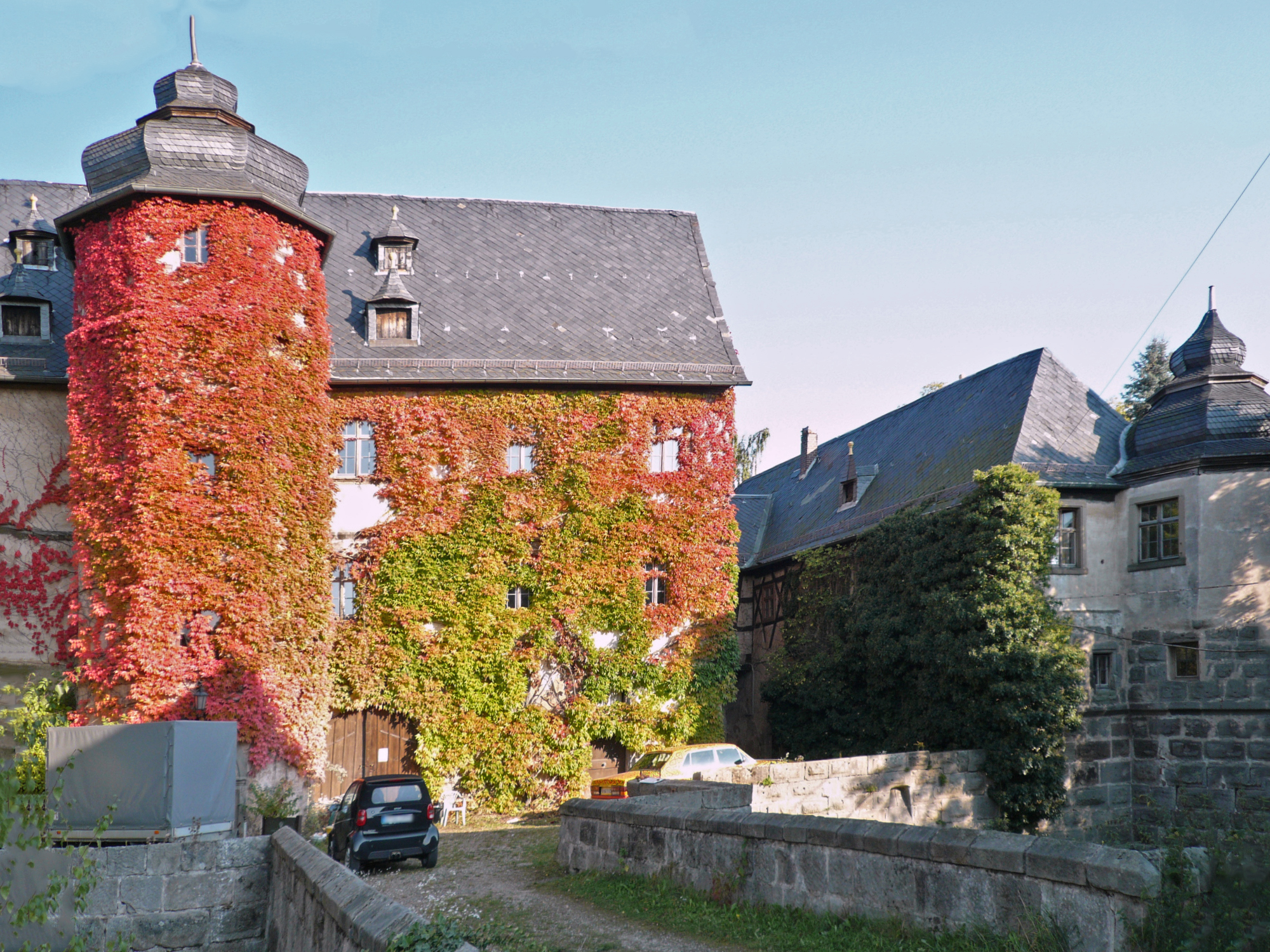
Sorgenkind der Denkmalpflege: Schloss Ebelsbach. Das historische Anwesen ist im September 2009 vollständig ausgebrannt.

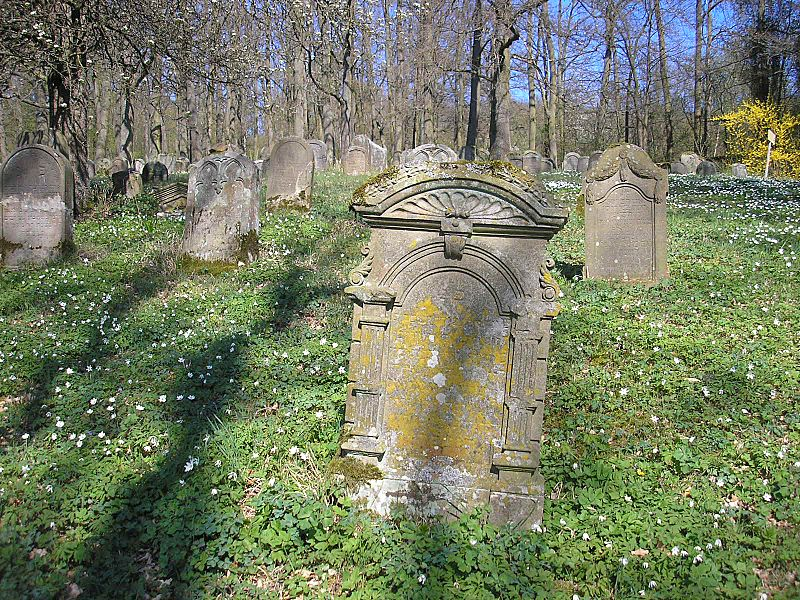
Der historische Jüdische Friedhof Ebern mit etwa 1200 erhaltenen Grabsteinen

Dass die Haßberge schon seit langer Zeit von den Menschen aufgesucht wurden und besiedelt sind, ist unter anderem an der Ruine der Burg Bramberg, die auf dem Bramberg (494,3 m) steht, an der Ruine der Burg Rauheneck, die sich auf dem Haubeberg (428 m) befindet, am Burgstall Rottenstein, der östlich von Aidhausen-Rottenstein liegt, und an der Ruine Wildberg zu erkennen, die auf einer nordwestlichen Erhebung  der Landschaft steht. Außerdem befinden sich in den Haßbergen das Schloss Bettenburg, das nordöstlich von Hofheim errichtet wurde, sowie weitere alte Bauwerke und Bauwerksruinen.

### Vor- und Frühgeschichte
Die ältesten prähistorischen Siedlungszeugnisse in den nördlichen Haßbergen stammen aus der Bronzezeit. Hügelgräber dieser Epoche sind etwa bei Leuzendorf nachgewiesen. Aus der Hallstattzeit datieren die Grabhügel im Daschendorfer Forst.
Der Bereich der südlichen Haßberge wurde jedoch bereits in der Altsteinzeit vom Menschen besiedelt. So konnten etwa bei Zeil und Römershofen Faustkeile und Schaber dieser Epoche geborgen werden. In die Mittelsteinzeit werden die Mikrolithen (Kleingeräte) von Krum und Zeil datiert, die Exemplare aus Haßfurt dagegen ins Jungpaläolithikum. Bei Holzhausen fanden sich Siedlungszeugnisse der bandkeramischen Kultur und der darauf folgenden Rössener Kultur. Die Glockenbecherkultur der Jungsteinzeit wird durch Streitaxtfunde u. a. bei Zeil und Bischofsheim repräsentiert.
Die Bronzezeit setzt in Franken generell erst relativ spät mit der Hügelgräberbronzezeit ein. Ein sehr umfangreicher Fundkomplex dieser Zeitstellung wurde bei Stettfeld entdeckt. Das Maintal diente auch in der frühen Eisenzeit als Siedlungsplatz. Hallstattzeitliche Siedlungen wurden in Augsfeld und Stettfeld dokumentiert. Aus der keltischen Latènezeit stammt der Münzfund bei Wülflingen im Haßbergvorland. Um die Zeitenwende überlagerten schließlich vordringende germanische Stämme die keltische Bevölkerung im Maingebiet.
Die vorchristlichen Siedlungszeugnisse im Haßbergvorland finden sich vor allem im Gebiet zwischen Horhausen und Zeil am Main. Möglicherweise steht dieser Befund in Zusammenhang mit einer Mainfurt zwischen Horhausen und Theres, die als Nord-Süd-Verbindung eine wichtige Rolle gespielt haben könnte.
Im Hügelland haben sich noch einige vor- und frühgeschichtliche bzw. frühmittelalterliche Wallanlagen erhalten, deren genaue Zeitstellung allerdings meist spekulativ ist. Sehr gut im Gelände zu verfolgen ist der Ringwall auf der Schwedenschanze bei Hofheim. Zwischen Altenstein und Lichtenstein liegen etwas abseits des Burgenkundlichen Lehrpfades zwei Bodendenkmäler im Wald, die beide als „Alte Burg“ bezeichnet werden (Alte Burg (Altenstein), Alte Burg (Hafenpreppach)). Am Nordwestrand der Haßberge steigt der markante Judenhügel auf, dessen mächtige Wallanlagen einen der größten Judenfriedhöfe Bayerns umgeben. Das eindrucksvolle Wallsystem entstand möglicherweise in seiner erhaltenen Form während der Ungarnstürme des 10. Jahrhunderts n. Chr. Die Siedlungsspuren auf dem Berg reichen allerdings bereits in die Vorgeschichte zurück.

### Mittelalter
Die frühmittelalterliche Besiedlung der Haßberge belegen u. a. merowingische Reihengräber in Mürsbach. Aus der karolingischen Epoche stammen die Gräber in Fischbach bei Ebern.
Nach dem Zerfall des Thüringer Herzogtums im frühen 8. Jahrhundert drangen fränkische Siedler entlang der Mainachse bis in die Haßberge vor und überlagerten die altthüringische Vorbevölkerung. Gleichzeitig strömten von Osten westslawische Stämme bis in den Schweinfurter Gau. Die Westwanderung dieser Bevölkerungsteile wurde hauptsächlich durch das Vordringen der Awaren ausgelöst. Die fränkischen Grundherren erlaubten diesen „Wenden“ oft die Ansiedlung und stellten sie sogar teilweise den übrigen Reichsangehörigen gleich. Teilweise wurden wohl auch planmäßig slawische Kriegsgefangene zur Siedlungsgründung herangezogen. Zahlreiche Ortsnamen mit der Endung –wind künden noch von diesen Vorgängen. So weist etwa der Name der Gemeinde Ditterswind auf die Ansiedlung von Wenden durch einen fränkischen Grundherren Dieter oder Dietrich. Diese Slawensiedlungen finden sich hauptsächlich im Norden und Osten der Haßberge (Bischwind, Geroldswind, Kurzewind, Voccawind). Auch der Ortsname Ibind bei Burgpreppach geht auf slawische Ursprünge zurück. Ursprünglich hieß das Dorf „Immenwinden“. Die wendischen Ursiedler widmeten sich hier offenbar bevorzugt der Bienenzucht und Imkerei.
Die Germanisierung der Main-Rednitzwenden war wohl bereits kurz nach der Gründung des Bistums Bamberg weitgehend abgeschlossen. Das Bistum entstand hauptsächlich als Stützpunkt der Slawenmission.
Die Bistumsgründung führte wiederum zu erheblichen Konflikten mit dem Hochstift Würzburg. Das bereits 741 entstandene Bistum Würzburg versuchte in der Folge, seinen Einflussbereich militärisch gegen Bamberg abzusichern. Auf den Höhen der Haßberge entstanden zahlreiche Burganlagen, die mit ritterlichen Dienstleuten besetzt wurden. Teilweise bemächtigte man sich auch gewaltsam der Sitze edelfreier Familien, die mit dem Bistum Bamberg kooperierten (Burg Bramberg).
Die hochmittelalterlichen Adelsippen in den Haßbergen verzweigten sich in zahlreiche Nebenlinien. In der Gegenwart künden noch über 40 ehemalige Burgen und Edelsitze von den komplizierten Herrschaftsverhältnissen in diesem Raum.
Zusätzlich wurden einige befestigte Städte und Märkte als Verwaltungs- und Wirtschaftszentren angelegt. Am Rand der Haßberge konnte sich mit besonders Seßlach seinen mittelalterlichen Mauerring nahezu vollständig bewahren. Auch im benachbarten Ebern sind noch umfangreiche Teile der starken Stadtbefestigung erhalten geblieben. Beide Städte gehörten dem Hochstift Würzburg.

### Frühe Neuzeit
Ab dem 16. Jahrhundert lagen die Haßberge im Gebiet des Fränkischen Reichskreises. Im selben Jahrhundert wurde für die Ritterschaften der Fränkische Ritterkreis ins Leben gerufen. Während des Deutschen Bauernkrieges (1525) kam es auch in den Haßbergen zu gewalttätigen Ausschreitungen. Die Aufständischen zerstörten und plünderten zahlreiche Ansitze des Adels, gegen dessen Übermut sich die Erhebung hauptsächlich richtete. Nach der blutigen Niederschlagung der Revolte (Schlacht bei Königshofen) begab sich der Würzburger Bischof auf eine Strafexpedition durch sein Stiftsgebiet. Die Rädelsführer des Aufstandes wurden auf den Marktplätzen der Städte öffentlich enthauptet. Auch im Hochstift Bamberg wurde nicht weniger blutig Gericht gehalten.
Der Adel nutzte die günstige Gelegenheit und versuchte meist erfolgreich, die Bindungen an die Hochstifte aufzukündigen. Im Laufe der Jahrhunderte hatten die Rittergeschlechter zusätzlich zu ihren Lehen umfangreichen Eigenbesitz (Allod) erworben. Die Zerstörungen des Bauernaufstandes wurden durch vielfach weit überhöhte Schadenersatzforderungen ausgeglichen. Zahlreiche neue Schlossbauten entstanden unter Verwendung dieser unrechtmäßig eingeforderten Summen. Viele der ehemaligen bischöflichen Dienstmannen schlossen sich zudem der Reformation an, um sich auch in konfessioneller Hinsicht von den alten Bindungen zu lösen.
Als Stützpunkte der Gegenreformation mussten sich die Städte bewähren. Hier wurde die Ausbreitung des evangelischen Bekenntnisses gewaltsam unterdrückt. Viele evangelische Bürger mussten in protestantische Territorien abwandern. Hier bot sich vor allem das evangelische Städtchen Königsberg zwischen Ebern und Haßfurt an.
Inmitten der Gebiete der Hochstifte lagen die winzigen Herrschaften des Adels, die sich in der Reichsritterschaft zu etablieren begannen, also nur noch den Kaiser als Oberherren akzeptierten. Die Bevölkerung musste hier die Konfession ihrer Herren übernehmen.
Bis zum Ende des Alten Reiches zerfiel das Gebiet immer weiter in kleinere Einheiten. Diese territoriale Zergliederung (Fragmentierung) ist kennzeichnend gewesen. Neben den Einflussbereichen der beiden Bistümer, der Mediate des Bistums Bamberg (Klöster Banz, Langheim, Michelsberg, Dompropstei Bamberg) und der Reichsritterschaft lag die sächsische Exklave Königsberg am Rand des Hügellandes.
Wirtschaftsentwicklung
Die Städte entwickelten sich zu typischen Ackerbürgerstädten. Die Bürger betrieben also zusätzlich zu ihren Handwerken auch die Landwirtschaft. Neben den Wohngebäuden innerhalb der Stadtmauern haben sich oft noch die großen Tore erhalten, die den bäuerlichen Karren und Wägen die Einfahrt in den Innenhof ermöglichten. Die landwirtschaftlichen Produkte wurden in Scheunen und Nebengebäuden gelagert und teilweise auf den Märkten weiterverkauft. Der Mark Rentweinsdorf wurde angeblich bereits 1248 mit den entsprechenden Privilegien begabt. Weitere Marktorte waren u. a. Ebern, Seßlach, Pfarrweisach, Maroldsweisach, Burgpreppach, Haßfurt, Zeil und Königsberg.
Seit dem 15. Jahrhundert organisierten sich die Handwerker in Zünften. 1484 wurde etwa die Eberner Färber- und Tuchmacherzunft begründet. Ein besonders reiches Zunftleben entfaltete sich in Seßlach. Im Stadtarchiv haben sich die Ordnungen der Bäcker, Büttner, Drechsler, Leinweber, Maler und Bildhauer, Metzger, Müller, Schlotfeger, Schlosser, Schreiner, Schneider, Steinhauer, Schuster, Wagner und Ziegler erhalten. Auch in den Herrschaften der Reichsritter schlossen sich die Handwerker in Zünften zusammen. Weberzünfte existierten u. a. in Eyrichshof und Altenstein, Schlosser- und Wagnerzünfte in Rentweinsdorf und Stöckach. In Hafenpreppach gab es dem Ortsnamen entsprechend eine Hafnerzunft (Töpferei), eine Bäckerzunft in Gereuth und Rügheim.
Neben der Landwirtschaft und den Handwerken war vor allem die Waldwirtschaft eine der ergiebigsten Einnahmequellen. Große Forstgebiete befinden sich noch bis in die Gegenwart im Besitz von Städten, Gemeinden und des Landadels. Das Baunach-Itz-Hügelland wird weitgehend von großen Mischwäldern bedeckt, die nur von den schmalen Flusstälern und den Rodungsinseln unterbrochen werden.

### 17./18. Jahrhundert
Während des Dreißigjährigen Krieges war besonders der Baunachgrund von zahlreichen Truppendurchzügen und Einquartierungen betroffen. Die Soldaten verbreiteten zudem Seuchen wie etwa die Pest in den Städten und Dörfern. Wie anderen Ortes kam es zu zahlreichen Vergewaltigungen und Totschlägen. Einige Dörfer wurden sogar vollständig entvölkert.
Das bambergische Städtchen Zeil entwickelte sich zwischen 1616 und 1631 zu einer Hochburg der Hexenverfolgung im Hochstift Bamberg. Der fanatische „Hexenbrenner“ Fürstbischof Johann Georg II. Fuchs von Dornheim ließ viele, vor allem wohlhabende Bürger seiner Residenzstadt nach Zeil überführen, dort aburteilen und hinrichten. Die oft beträchtlichen Vermögen wurden von den Hexenrichtern eingezogen. Die Bürgerschaft musste in den Türmen der Stadtbefestigung zusätzliche Arrestzellen einrichten, um der Flut der Angeklagten Herr zu werden. Unter der Folter beschuldigten vor allem die zahlreichen verdächtigen Frauen oft Mitbürger und Verwandte, die dann ebenfalls dem Wahn zum Opfer fielen. Insgesamt wurden etwa 1000 Menschen -davon ungefähr 750 Frauen – während der Hexenverfolgungen im Hochstift Bamberg ermordet. Die Verbrechen konnten erst durch das Eingreifen des Reichshofrates beendet werden.
Nach dem Westfälischen Frieden begann jedoch besonders in den Gebieten des Hochstifts Würzburg ein bemerkenswerter Aufschwung, der mit dem „Wirtschaftswunder“ nach dem Zweiten Weltkrieg vergleichbar ist. Unter der Regierung des Fürstbischofs Johann Philipp von Schönborn entwickelte sich das Hochstift zum „obrigkeitlich betreuten Wohlfahrtsstaat merkantilistischer Orientierung“ (Otto Meyer).
Die Bevölkerungsverluste wurden teilweise durch die Ansiedlung vertriebener Schlesier und Böhmen ausgeglichen. „Osteuropäische“ Familiennamen in den Haßbergen gehen also nicht nur auf den Zuzug der Heimatvertrieben nach dem Zweiten Weltkrieg zurück. Die protestantische Reichsritterschaft nahm zudem zahlreiche jüdische Familien in ihren Herrschaftsgebieten auf, die aus den katholischen Hochstiften vertrieben worden waren. Dies geschah allerdings nicht aus purer Menschenfreundlichkeit. Die „Schutzjuden“ mussten hohe Schutzgelder und Abgaben errichten, waren also eine lukrative Einnahmequelle der Grundherren. Bis zum Zweiten Weltkrieg betrug der jüdische Bevölkerungsanteil in solchen reichsritterschaftlichen Dörfern bis zu 60 Prozent. So stammen etwa die Vorfahren des ehemaligen amerikanischen Außenministers Henry Kissinger aus Ermershausen bei Maroldsweisach. Im 19. Jahrhundert konvertierten auch in den Haßbergen einige jüdische Familien zum christlichen Glauben. Diese Geschlechter sind rasch in der fränkischen Bevölkerung aufgegangen. Heute erinnern besonders die Synagoge in Memmelsdorf (Ufr.) und einige Friedhöfe (Jüdischer Friedhof Ebern, Jüdische Friedhöfe Ermershausen, Burgpreppach u. a.) an die ehemalige Bedeutung des Landjudentums in den Haßbergen. Zu den größten derartigen Friedhofsanlagen Bayerns zählt der Gottesacker auf dem Judenhügel bei Kleinbardorf.
Es entfaltete sich eine reiche Bautätigkeit, die das Bild zahlreicher historischer Ortskerne bis heute prägt. Im Fachwerkbau wurden prächtige Figurationen mit Andreaskreuzen, Rauten und Feuerböcken entwickelt. Eines der bedeutendsten Denkmäler dieser Epoche ist der Schaugiebel des Rathauses in Ebern. Das am Rande der Haßberge gelegene Mürsbach wird zu den wertvollsten dörflichen Ensembles Frankens gerechnet. Weit über die Grenzen der Region bekannt ist das Fachwerkstädtchen Königsberg, das als ehemalige sächsische Exklave eine historische Kuriosität im territorialen Fleckerlteppich des Gebirges darstellt.
Weitere Unruhe brachten im 17. und 18. Jahrhundert die Heereszüge während des Österreichischen Erbfolgekrieges, des Siebenjährigen Krieges und der Napoleonischen Kriege. Besonders der Durchzug kaiserlicher Kroaten blieb im Volksbewusstsein bis in die Gegenwart lebendig. Das in der Region volkstümliche Schimpfwort „Kravatt“ wird allerdings nur noch selten verwendet.

### 19./20. Jahrhundert
Nach dem Frieden von Lunéville wurden die beiden Hochstifte Bamberg und Würzburg 1802/03 säkularisiert und von bayerischen Truppen besetzt. Der siegreiche Napoleon hatte den großen Territorialherren zum Ausgleich für die an Frankreich abgetretenen linksrheinischen Gebiete die Einverleibung der Hochstifte und Klöster gestattet.
Auch die freien Reichsritter verloren mit dem Ende des Alten Reiches ihre Selbstständigkeit und ihren kaiserlichen Schutzherren. Das ehemalige Hochstift Würzburg wurde als „Großherzogtum Toskana“ (Großherzogtum Würzburg) zwischen 1806 und 1814 von Erzherzog Ferdinand von Österreich (Großherzog von Toskana) regiert. Dieser Kleinstaat wurde allerdings bereits 1814/15 wieder aufgelöst und in das zwischenzeitlich entstandene Königreich Bayern überführt. Das Großherzogtum Würzburg stand während der Befreiungskriege auf der Seite Napoleons, der im Oktober 1813 in der Völkerschlacht bei Leipzig geschlagen worden war.
Während der Revolution von 1848 mussten einige Liberale aus den Haßbergen ihre Teilnahme am Bamberger Demokraten-Kongress mit kürzeren Haftstrafen büßen. Sonstige revolutionäre Umtriebe wurden von den damals entstandenen Bürgerwehren im Keim erstickt.
Der preußisch-österreichische „Bruderkrieg“ (Deutscher Krieg) von 1866 verschonte die Haßberge weitgehend. Nur das nahe Königshofen im Grabfeld war von größeren Kampfhandlungen betroffen.
Der Deutsch-Französische Krieg von 1870/71 kostete einige Soldaten aus den Haßbergen das Leben. Weitaus zahlreicher waren die Verluste des Ersten Weltkrieges, wo allein das Städtchen Ebern 41 Gefallene zu beklagen hatte.
Die Revolutionszeit der Jahre 1918/19 verlief dennoch eher ruhig im Baunach-Itz-Hügelland. Nach der Ermordung des Ministerpräsidenten Kurt Eisner flüchtete der Bayerische Landtag im Februar 1919 nach Bamberg. Aus den ersten Reichstagswahlen (1920) gingen die konservativen Parteien in den Haßbergen als Sieger hervor.
Im Juli 1920 vereinigte sich der Freistaat Coburg nach einer Volksabstimmung mit Bayern. Seitdem gehört auch das Fachwerkstädtchen Königsberg zum heutigen Freistaat, das lange als Exklave des Herzogtums Sachsen-Coburg und Gotha inmitten Frankens lag.
Die Inflation von 1923 und die Weltwirtschaftskrise 1929/32 stärkte die nationalsozialistische Bewegung. Die Wahl von 1933 bestätigte allerdings die konservative Bayerische Volkspartei als dominierende politische Gruppierung. Die NSDAP erreichte etwa ein Drittel weniger Prozentpunkte. Die ersten NSDAP-Ortsgruppen entstanden bereits in den Zwanziger Jahren.
Während des Zweiten Weltkrieges fielen einige Hundert Krieger aus den ehemaligen Landkreisen Ebern, Haßfurt und Hofheim. Die Frontsoldaten fehlten besonders in der Land- und Forstwirtschaft und wurden durch zahlreiche Fremdarbeiter und Kriegsgefangene ersetzt. Diese Hilfskräfte mussten unter oft menschenunwürdigen Bedingungen in Barackenlagern hausen. Einige wenige Fremdarbeiter wurden hingegen gut von ihren bäuerlichen Dienstherren behandelt und blieben nach dem Krieg in der Region.
Die reiche jüdische Vergangenheit der Haßberge wurde während der NS-Diktatur nahezu vollständig ausgelöscht. Die jüdische Bevölkerung wurde in die Vernichtungslager deportiert und ermordet. Einigen Einzelpersonen und Familien gelang die rechtzeitige Auswanderung nach Amerika oder Palästina. Zahlreiche Juden sind allerdings bereits im 19. und frühen 20. Jahrhundert emigriert. Die oft bettelarmen Landjuden aus den ehemals reichsritterschaftlichen Dörfern fristeten ihr Dasein meist als Viehhändler, Kleinbauern oder Hausierer.
Im April 1945 stießen die amerikanischen Streitkräfte in die Haßberge vor. Die Besetzung verlief weitgehend unblutig. Bis auf die Bombardierung der Haßfurter Mainbrücke waren keine größeren Zerstörungen zu verzeichnen. Kurz vor Kriegsende erschossen durchziehende SS-Verbände noch vier deutsche Deserteure im Hof des Eberner Gefängnisses.

### Nach dem Zweiten Weltkrieg
Die Teilung Deutschlands rückte die Region aus der Mitte des Landes an den Rand der neu entstehenden Bundesrepublik. Die Haßberge verloren ihr historisches Hinterland im fränkischen Teil Südthüringens. Trotz dieser ungünstigen Lage im Zonenrandgebiet siedelten sich zahlreiche Heimatvertriebene an. Große Neubaugebiete wuchsen um die historischen Siedlungskerne der Städte im Maintal. Ein besonderer Siedlungsschwerpunkt im Norden war Ebern. Hier entstand während des Krieges ein Zweigwerk der Schweinfurter Firma Kugelfischer, das während des „Wirtschaftswunders“ erweitert wurde. Bis in die Gegenwart ist dieser Autozulieferer einer der größten Arbeitgeber in den Haßbergen (FTE automotive).
Durch die Gebietsreform von 1972 wurden die drei Altlandkreise Ebern, Haßfurt und Hofheim aufgelöst und größtenteils zum Landkreis Haßberge zusammengefasst. Einige Randgebiete des Landkreises Ebern gehören seitdem zu den Kreisen Bamberg und Coburg in Oberfranken. Der Landkreis Haßberge selbst greift über den Main nach Süden in den Steigerwald aus.
Die unerwartete Wiedervereinigung der beiden deutschen Staaten wurde auch in den Haßbergen zuerst sehr positiv aufgenommen. Allerdings drängten rasch Arbeitssuchende aus den neuen Bundesländern in die Industriestandorte des strukturschwachen Hügellandes, was gelegentlich zu Spannungen führte.
Strukturelle Probleme entstanden zudem Ende des 20. Jahrhunderts durch die Verlagerung zahlreicher Industriearbeitsplätze ins Ausland und die Auflösung einiger Ämter, etwa durch die bayerische Forstreform. Zusätzlich wurde der Bundeswehrstandort Ebern (Balthasar-Neumann Kaserne) aufgegeben. Auf dem großen angeschlossenen Standortübungsplatz sollte ein großer Motorsport- und Offroad-Park entstehen. Diese stark umstrittenen Pläne wurden zwischenzeitlich aufgegeben.
Auch zwei Jahrzehnte nach dem Fall der Grenze orientiert sich die Region noch weitgehend nach Süden und Westen, wo die Oberzentren Bamberg und Schweinfurt weitere Erwerbs- und Einkaufsmöglichkeiten bieten. Nach der Jahrtausendwende wurden Teile der Haßberge gar in die „Metropolregion Nürnberg“ einbezogen.

## Kulturlandschaft

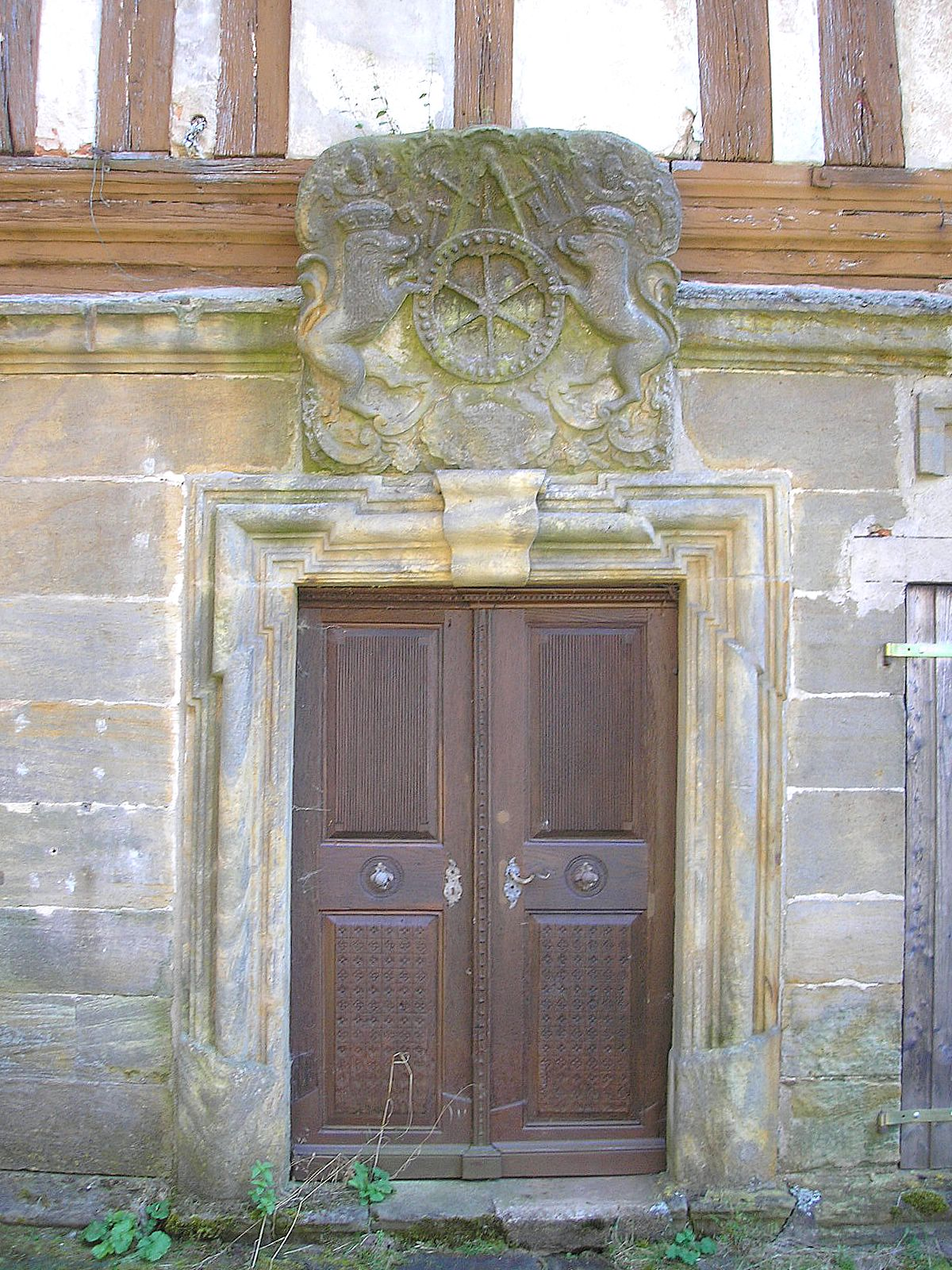
Das Portal der Hetschingsmühle bei Ebern

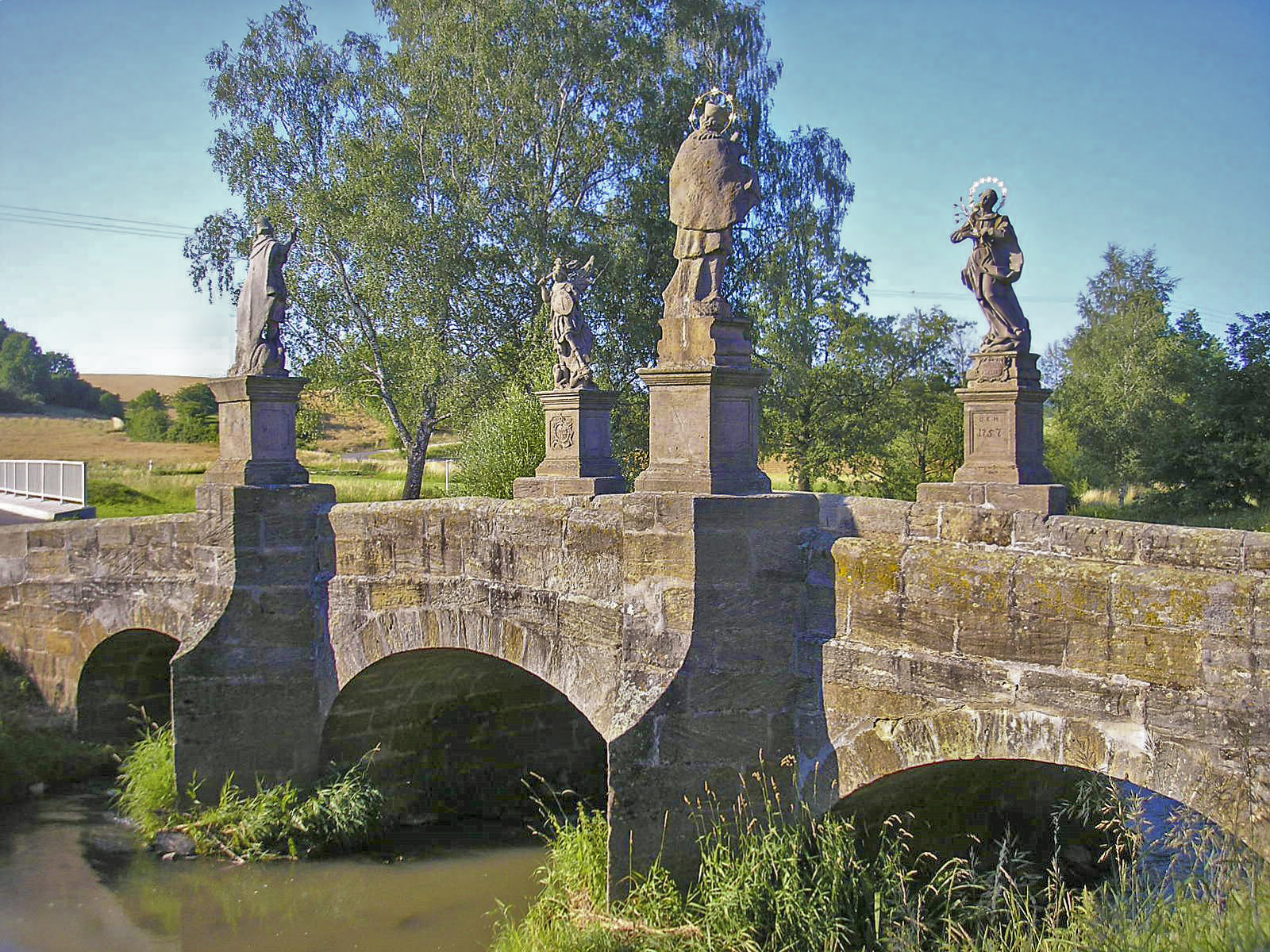
Barocke Baunachbrücke bei Frickendorf

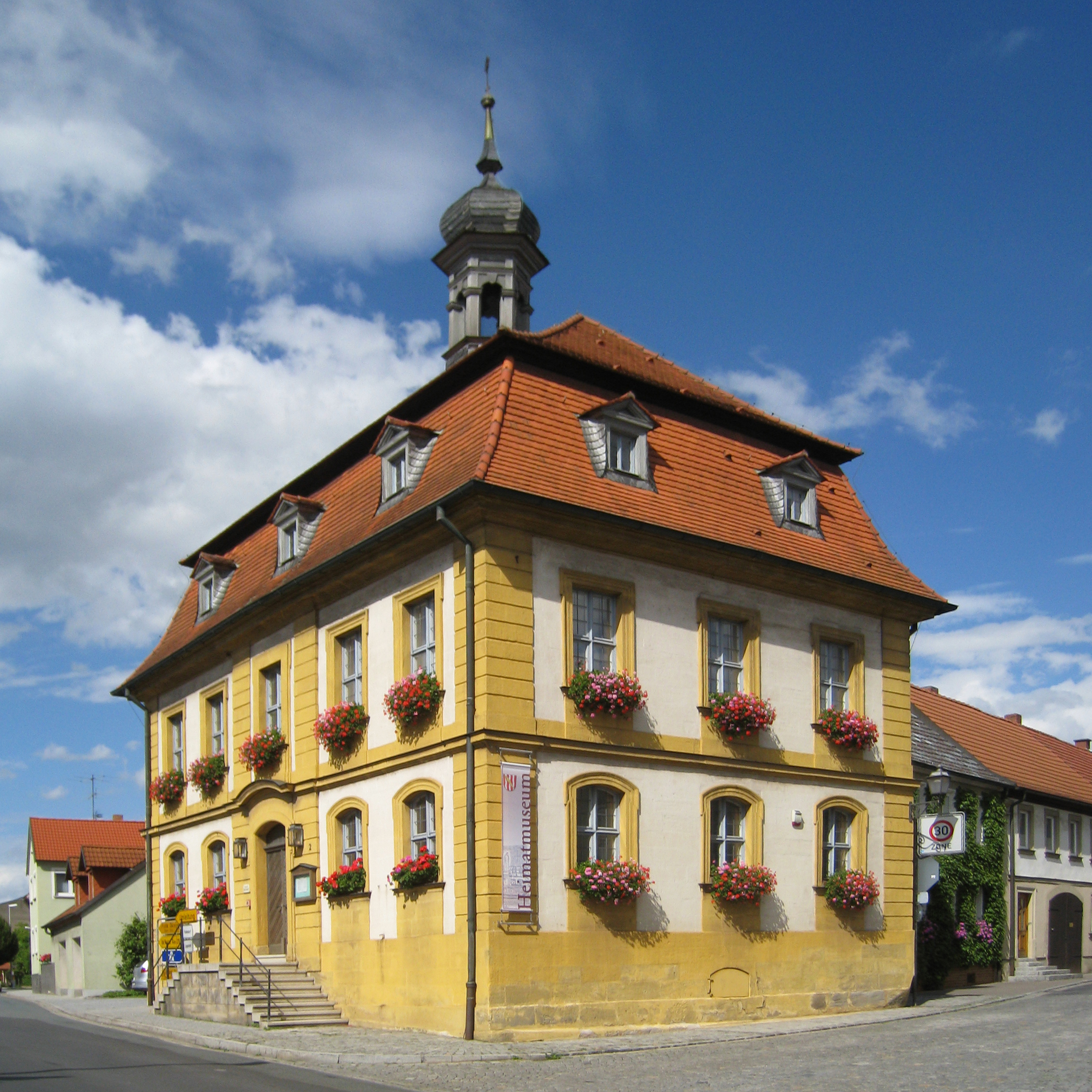
Das Rathaus der Stadt Baunach

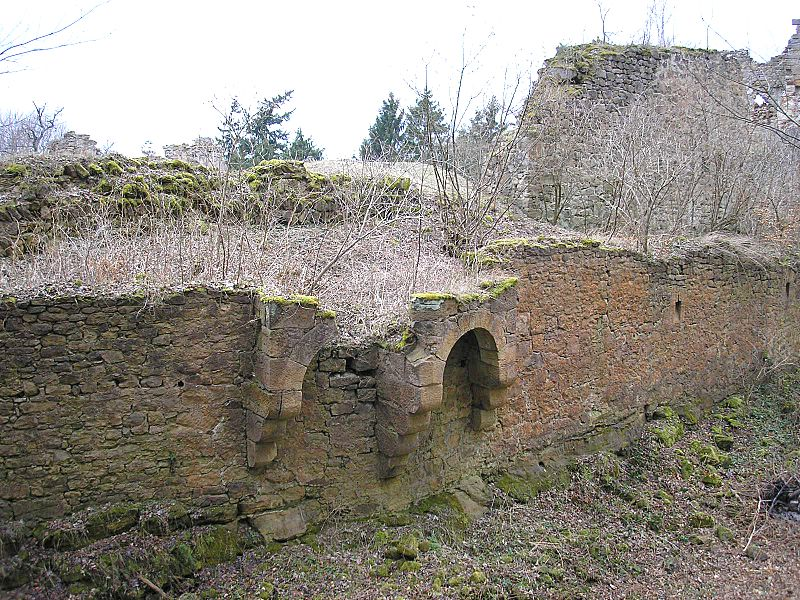
Burg Rauheneck bei Vorbach

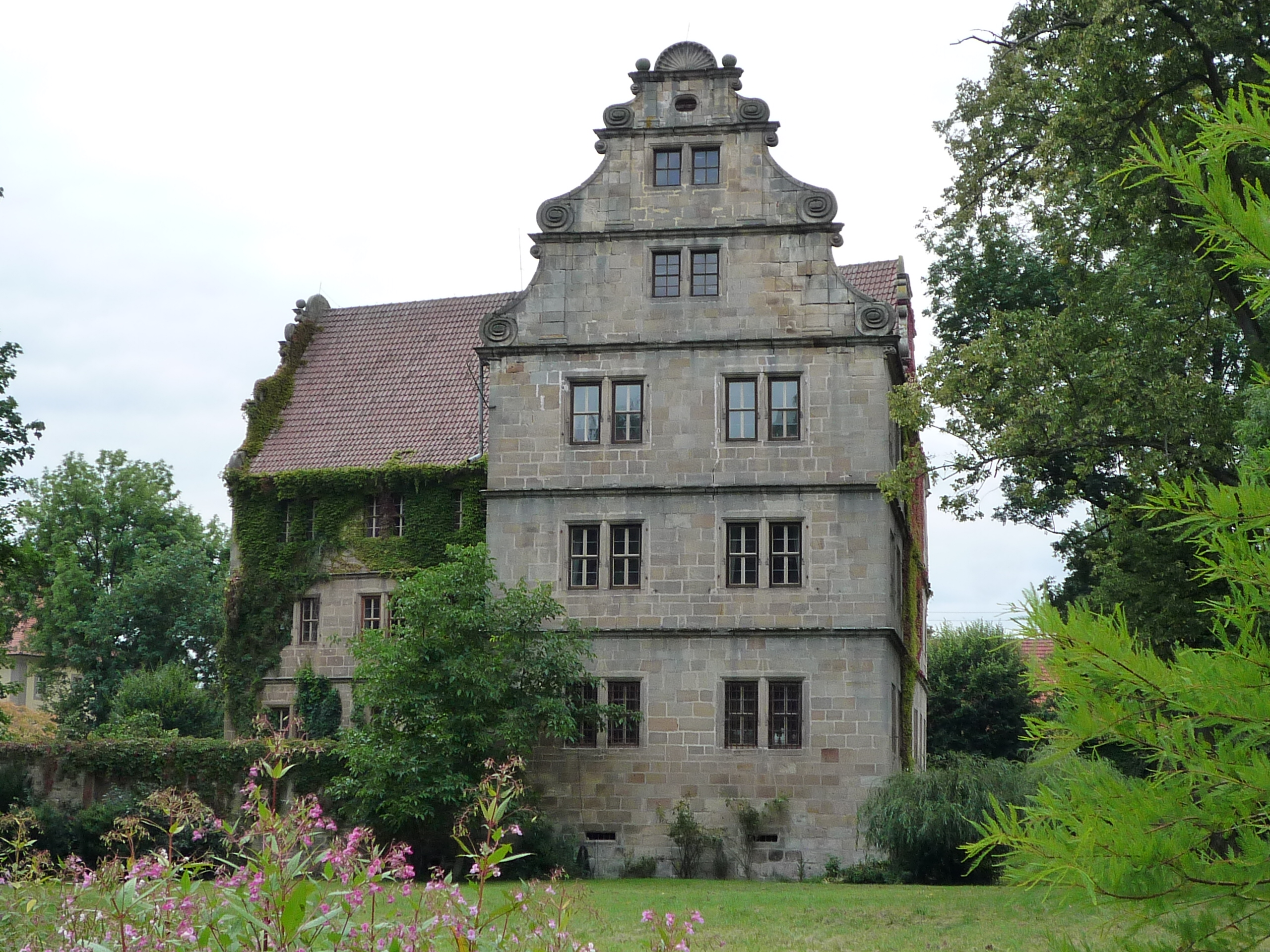
Schloss Friesenhausen

Die Haßberge bieten dem Besucher eine ungewöhnliche Fülle historischer Denkmäler und Sehenswürdigkeiten. Das etwas im touristischen Schatten des Weltkulturerbes Bamberg gelegene Gebiet wird noch weitgehend von seiner traditionellen Bauernkultur geprägt. In vielen Dörfern scheint die Zeit kurz nach dem Zweiten Weltkrieg stehen geblieben zu sein. Die Dorfbilder sind überwiegend nicht durch Neubauten aufgebrochen, noch dominiert die heimische Fachwerkbauweise. Oft führen reich verzierte Hoftore in die bäuerlichen Arbeitsbereiche. Das bekannteste dieser Tore hat sich in Baunach erhalten. Die „Hölzernen Männer“ stehen allerdings nicht mehr an ihrem ursprünglichen Standort.
Neben der bäuerlichen bestimmt die Adelskultur das Bild der Kulturlandschaft. In nahezu jedem Dorf findet sich ein kleinerer oder größerer Adelssitz. Etwa ein Viertel aller Schlösser Unterfrankens stehen in den Haßbergen oder im unmittelbaren Vorland. Die ursprünglichen Stammsitze der vielen Adelssippen haben sich meist nur als Ruinen erhalten. Die Südburg der großen Ganerbenburg Lichtenstein über Pfarrweisach wird jedoch noch bewohnt. Mit der Burg Brennhausen an der Grenze zum Grabfeld blieb ein besonders markantes Beispiel spätmittelalterlicher Profanarchitektur erhalten. Einsam in den Wäldern liegen die Ruinen Rauheneck, Bramberg, Wildberg, Stufenburg, Rotenhan und Schmachtenberg. Landschaftsbeherrschend thront die Burgruine Altenstein über dem Weisachtal. Stark erneuert präsentieren sich die Reste der Burg Königsberg über dem gleichnamigen Fachwerkstädtchen.
Von den frühneuzeitlichen und barocken Schlössern sind besonders die Anlagen in Birkenfeld, Burgpreppach, Eyrichshof, Friesenhausen, Gereuth, Heilgersdorf. Kirchlauter, Rentweinsdorf und Wetzhausen zu nennen. Eine Innenbesichtigung dieser in Privatbesitz befindlichen Anlagen ist allerdings meist nicht möglich. Selbst eine Außenbesichtigung wird von einigen Eigentümern nur widerwillig geduldet. Die alten Adelsfamilien verfügen noch bis in die Gegenwart über ausgedehnten Grundbesitz im Waldgebirge und werden vielerorts noch als Dorfpatrone anerkannt.
Die ehemaligen Amtsstädte der beiden Hochstifte und das „Klein-Rothenburg“ Königsberg konnten sich ihre historischen Stadtbilder gut bewahren. In Ebern und Seßlach zeugen die starken Stadtbefestigungen von den zahlreichen politischen Konflikten dieser Region. Der Eberner Grauturm mit seinem Glockenspiel gilt als einer der schönsten Tortürme Deutschlands.
Aus der Fülle der zahlreichen Sakralbauten sind die romanische Kirche St. Michael in Obermerzbach und die gotischen Pfarrkirche St. Laurentius in Ebern, Marienkirche in Königsberg und Pfarrkirche St. Kilian in Haßfurt hervorzuheben. Die heutige Kreisstadt des Landkreises Haßberge besitzt mit seiner Ritterkapelle zudem eines der bedeutendsten Denkmäler der Gotik Ostfrankens. In den Kirchen blieben oft sehr prunkvolle Grabdenkmäler des Adels erhalten, die kostümgeschichtlich von besonderem Interesse sind. Eine ganze „Ahnengalerie“ birgt etwa die Kirche in Wetzhausen. Einige Gotteshäuser bewahren sogar Spitzenwerke aus den beiden Kulturzentren Bamberg und Würzburg. Von Tilman Riemenschneider stammen zwei Skulpturen in Haßfurt, ein bemerkenswerter spätgotischer Flügelaltar steht in der evangelischen Pfarrkirche zu Unterhohenried.
Charakteristische Zeugnisse der Volksfrömmigkeit sind die unzähligen Bildstöcke und Feldkreuze in den Dörfern, Städten und Fluren. Die schönste historische Brücke der Haßberge überspannt die Baunach bei Frickendorf (Stadt Ebern). Der barocke Flussübergang mit ihren vier Sandsteinfiguren erinnert an die große Mainbrücke unter der Festung Marienberg in Würzburg. An den Dorfrändern bilden die gemauerten Eingänge der fränkischen Felsenkeller oft eindrucksvolle Ensembles.

## Persönlichkeiten

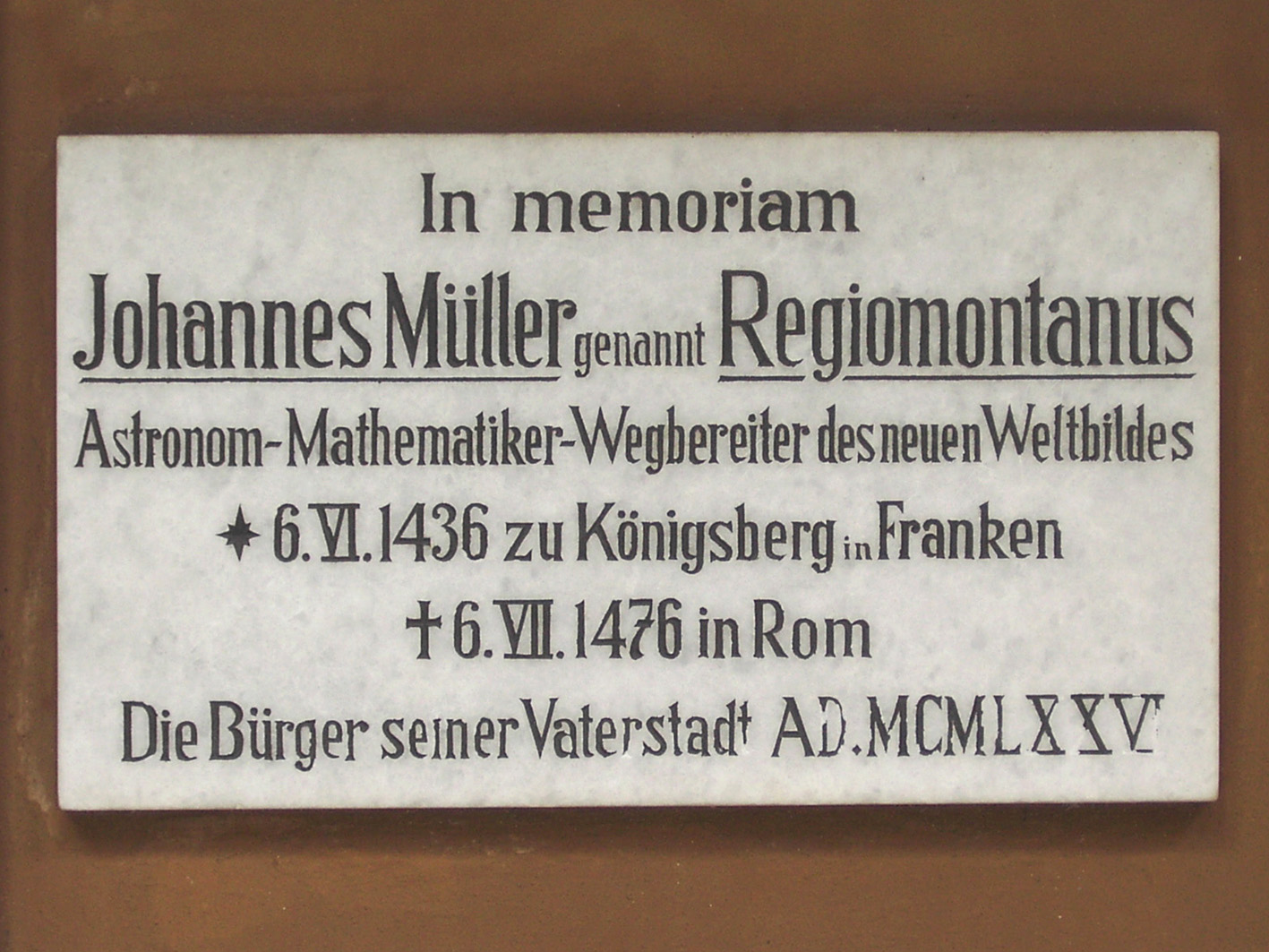
Gedenktafel für Johannes Müller (Regiomontanus) in Rom (Campo Santo Teutonico)

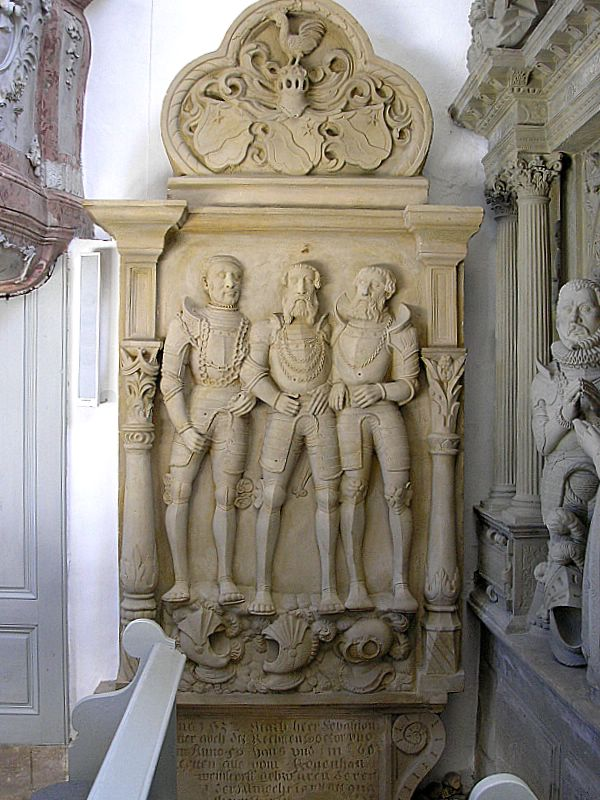
Das Drei-Brüder-Grabmal in Rentweinsdorf mit dem Porträt Sebastian von Rotenhans (links)

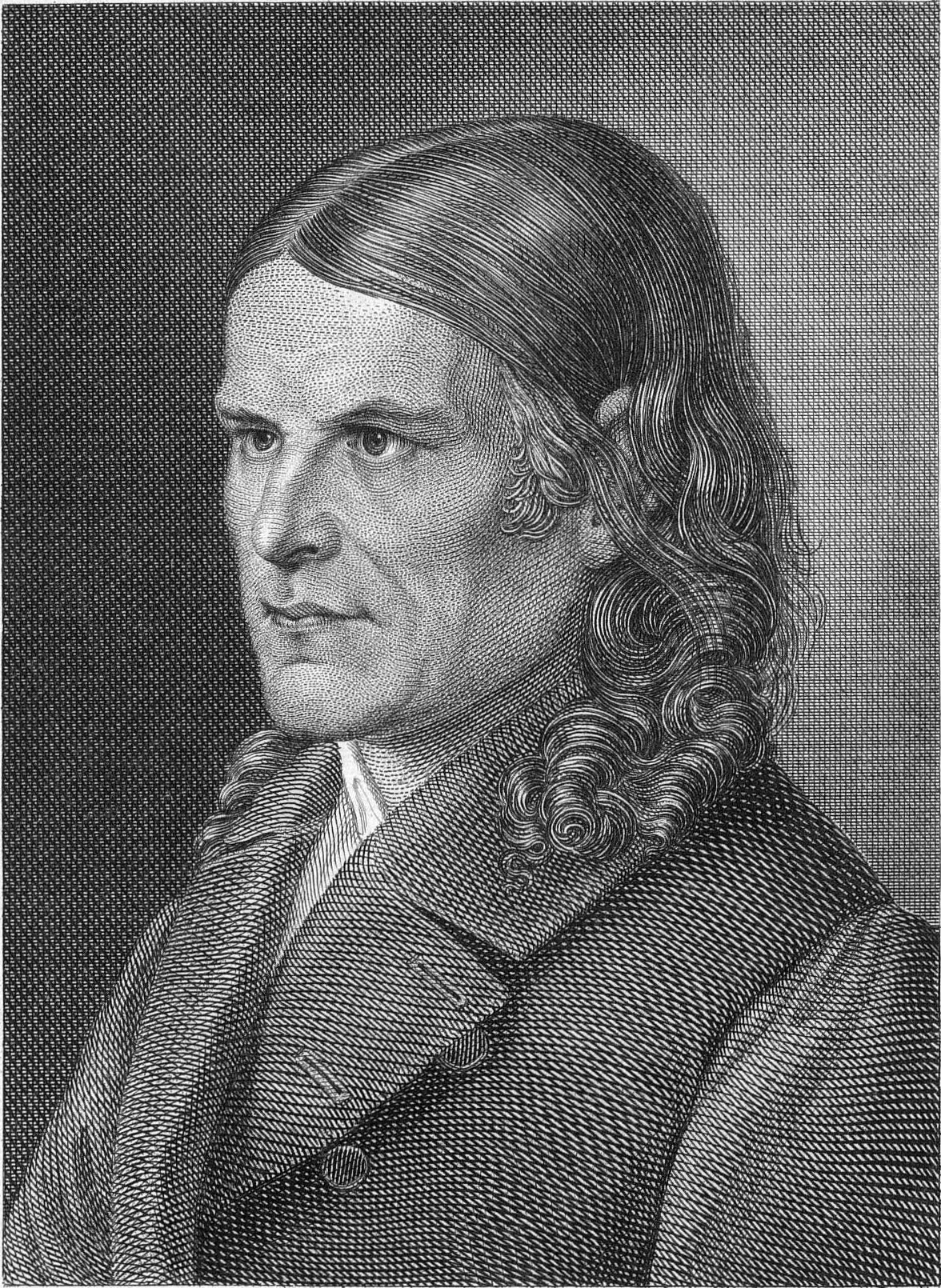
Friedrich Rückert

Als bedeutendster Sohn der Haßberge gilt der Mathematiker und Astronom Johann(es) Müller (Molitor) aus Königsberg, der als Regiomontanus (Königsberger) zu Weltruhm gelangte. Im 20. Jahrhundert wurde sogar ein Mondkrater (Regiomontanus) nach dem Königsberger benannt. Das mutmaßliche Geburtshaus des Genies am Salzmarkt der Stadt wurde im 19. Jahrhundert aufwendig restauriert und mit einer Gedenktafel versehen.
Weniger bekannt ist der Humanist Sebastian von Rotenhan aus Rentweinsdorf. Dieser Spross einer der einflussreichsten Adelsfamilien der Region schuf die erste Landkarte Frankens. Sein Epitaph hat sich in der Pfarrkirche zu Rentweinsdorf erhalten. Der kulturhistorisch interessante Gedenkstein zeigt den Ritter zusammen mit seinen beiden Brüdern (Drei-Brüder-Grabmal).
Wieder entdeckt ist der Dichter, Orientalist und Übersetzer Friedrich Rückert (1788–1866). Der stets in „altdeutscher“ Tracht gehende Schwärmgeist lebte von 1793 bis 1802 als Amtmannssohn in Oberlauringen. Prägende Jugendjahre verbrachte Rückert in Seßlach und Ebern. Hier entstanden einige frühe Werke, die u. a. zwei jugendlichen Schönheiten der Haßberge gewidmet sind (Agnes’ Totenfeier, Amaryllis). Ab 1813 besuchte Rückert regelmäßig den „Musenhof“ des Freiherren Christian Truchseß von Wetzhausen auf der Bettenburg bei Hofheim, wo er sich mit einigen Gleichgesinnten austauschen konnte.
Die Werke des „Haßgaudichters“ Edmund Stubenrauch (1859–1925) werden gegenwärtig nur noch selten beachtet. Dem Bauernsohn aus Hellingen bei Königsberg wurde jedoch 1896 sogar der „Schillerpreis“ der Deutschen Schillerstiftung für sein literarisches Schaffen zuerkannt. Ein besonderer Verehrer der Dichtkunst des Bauernpoeten („Pflug und Laute“) war Herzog Ernst II. von Sachsen-Coburg-Gotha. Sein Nachfolger Herzog Alfred verlieh dem Poeten die große Silbermedaille des Herzogtums „für besondere Verdienste um Kunst und Wissenschaft“. Stubenrauch verbrachte fast die gesamten letzten drei Jahrzehnte seines Lebens in geistiger Umnachtung. Einige Jahre vor seinem Tod konnte er jedoch zu seiner Familie nach Hellingen zurückkehren. Auf dem Hellinger Friedhof erinnert noch ein schlichter Gedenkstein an den Poeten.
Das „Haßgaulied“ des Friesenhausener Pfarrers J.B Hofmann wird bis heute in der Region gerne gesungen:
Zwischen Rhön und Steigerwald 

Gibt’s gar manche schöne Gauen, 

Die in zaubrischer Gestalt 

Sind gar lieblich anzuschauen, 

Doch der Haßgau hat vor Allen 

Unser Aller Wohlgefallen ! 

Herrlich schön, Herrlich schön, 

Sind o Haßgau, deine Höh’n!
(Strophe 1)
Als einer der deutschen Hauptkriegsverbrecher wurde 1946 der gebürtige Haßfurter Fritz Sauckel in Nürnberg hingerichtet. Sauckel musste sich insbesondere für die Zwangsverschleppung von über 5 Millionen Fremd- und Zwangsarbeitern in das Deutsche Reich verantworten.

## Tourismus
Die Haßberge gelten wegen ihrer großen Forstgebiete und der reizvollen Landschaft zunehmend als ideales Familienwandergebiet. Es sind maximal Höhenunterschiede von 150 Metern zu überwinden, die Anstiege sind allerdings gelegentlich sehr steil. Viele Wege laufen kilometerlang nahezu eben über die Höhenkämme. Einer dieser zahlreichen Wanderwege ist der Rennweg, der fast den gesamten Haßbergtrauf entlangführt und an der Ruine Wildberg endet. In früheren Zeiten war er ein coburgischer Botenweg.
Die zahlreichen historischen Sehenswürdigkeiten werden durch einige markierte Routen verbunden. Neben dem „Burgen- und Schlösser-Wanderweg“, dem „Burgenkundlichen Lehrpfad Haßberge“, dem „Kelten-Erlebnisweg“ führt auch ein Abschnitt der insgesamt 250 km langen „Straße der Fachwerk-Romantik“ durch das kleine Gebirge.
Nach der Jahrtausendwende setzten verstärkt Bemühungen ein, den ungewöhnlichen Burgen- und Schlösserreichtum der Haßberge touristisch auszuwerten. Die Burgruinen wurden teilweise sehr aufwendig saniert oder zumindest notgesichert und durch Informationstafeln und Broschüren erschlossen. Auch die noch bewohnten Schlösser wurden in die Werbung für das „Land der Burgen, Schlösser und Ruinen“ einbezogen. Dies führte allerdings zu unerwarteten Konflikten mit einigen der Eigentümer, die sich gegen die „Werbung mit Privateigentum“ wehren und teilweise unfreundlich auf Besucher ihrer Anwesen reagieren. Diese Schlossanlagen wurden jedoch häufig unter Verwendung beträchtlicher staatlicher Fördergelder saniert.
Das Weltkulturerbe „Altstadt Bamberg“ liegt nur wenige Kilometer südlich der Haßberge. Auch die ehemalige Herzogstadt Coburg und das Obere Maintal mit dem Kloster Banz und der Wallfahrtskirche Vierzehnheiligen sind in kurzen Ausflügen auch mit dem Fahrrad erreichbar. Südlich des Maines beginnt der „Naturpark Steigerwald“, dessen Landschaftsbild stark an die Haßberge erinnert.
Große Hotelanlagen fehlen in den Haßbergen. Jedoch bieten zahlreiche Gasthöfe und Privatvermieter Unterkünfte und Ferienwohnungen an. Vier Camping- und einige Wohnmobilstandplätze mit Sanitäreinrichtungen ergänzen das Angebot. Die zentrale „Tourist-Information“ der Haßberge befindet sich in Hofheim, größere Gemeinden besitzen eigene Fremdenverkehrsämter.
Neben Tennisplätzen, Minigolfanlagen, Trimmpfaden und weiteren Sportstätten bieten besonders die Frei- und Hallenbäder der Region zahlreiche Möglichkeiten zur Freizeitgestaltung. Überregional bekannt ist das Höhenfreibad auf dem Losberg bei Ebern. Auch das wesentlich kleinere Freibad in Altenstein wurde in aussichtsreicher Lage angelegt. Größere Badeseen finden sich besonders in Mainnähe („Sander Baggersee“). Im Herzen der Haßberge liegt das Erholungsgebiet „Weißfichtensee“ (Großer Kinderspielplatz) unter dem „Stachel“, einer der markantesten Erhebungen des Waldgebirges.

### Naturpark
Die Haßberge sind im Rahmen des Naturparks Haßberge als Naturpark ausgewiesen, wobei Haßberge und Naturpark flächenmäßig nicht deckungsgleich sind. Im Park wird besonderen Wert auf Natur- und Landschaftsschutz gelegt.
Einige barrierefreie Wanderwege ermöglichen auch Rollstuhlfahrern kilometerlange Ausflüge und das selbstständige Erreichen einiger Aussichtspunkte. Bis 2011 soll der bestehende „Burgen- und Schlösserweg“ zum „Qualitätsweg“ ausgebaut werden.

### Esoterik- und Okkultismustourismus

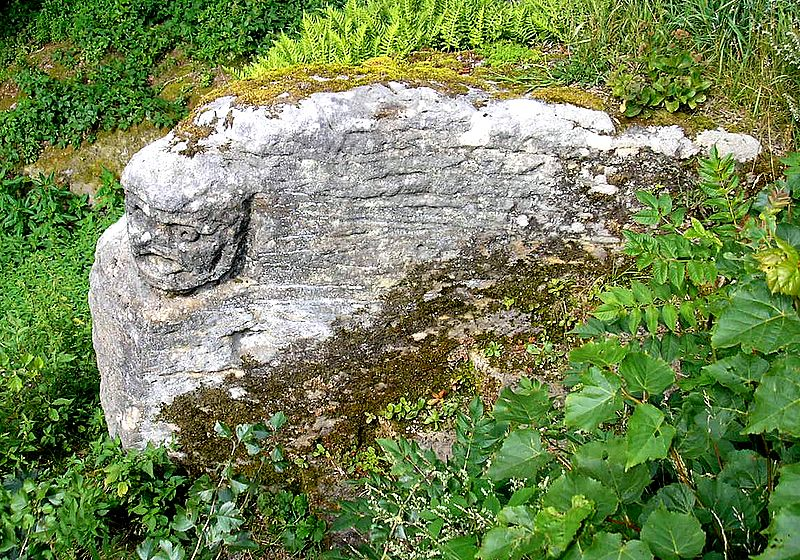
Angeblicher „Schamanenkopf“ vor dem „Schneidersloch“ auf der Burg Lichtenstein. Tatsächlich handelt es sich hier um einen Maskaron, der erst um 1850 aus der Fundamentbank des Palas herausgearbeitet wurde.

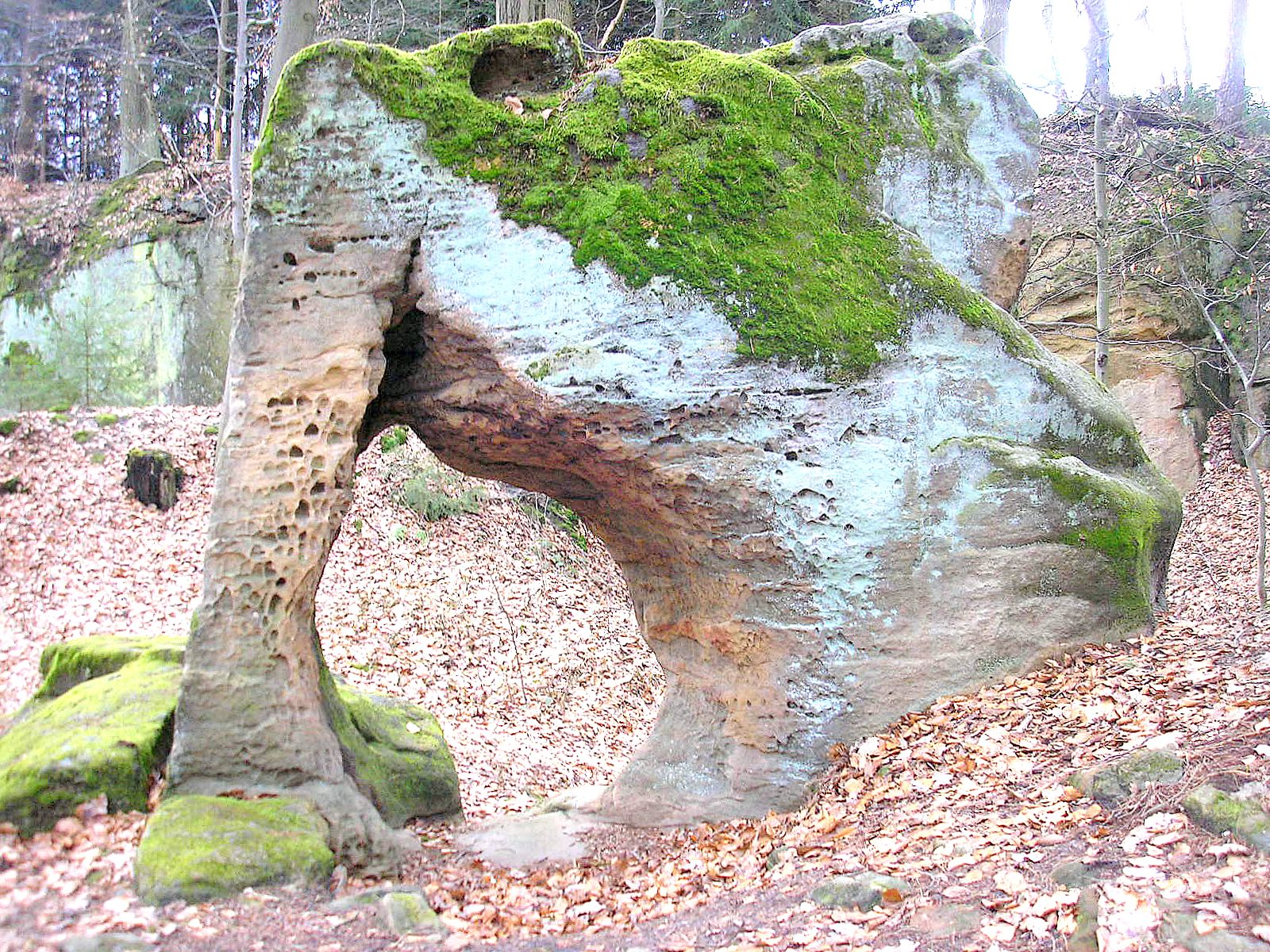
„Torstein“ im „Druidenhain“ am „Merzbacher Point“ bei Buch

Am Ende des 20. Jahrhunderts setzte besonders in den nördlichen Haßbergen ein regelrechter Esoterik-Tourismus ein. Einige einschlägig interessierte Laienforscher entdeckten insbesondere die Felsburgen der Region und interpretierten diese Anlagen in prähistorische Kultstätten von teilweise globaler Bedeutung um. Die mittelalterlichen Felsabarbeitungen und Fundamentbänke von Ruinen wie Rotenhan oder Lichtenstein wurden zahlreichen Gläubigen aus ganz Europa im Rahmen von Führungen als vorgeschichtliche „Heilbänke“ oder „Schamanensitze“ präsentiert. Die Besucher richteten beträchtlichen Schaden an der Substanz der Denkmäler an, auch die Flora und Fauna um die „Kultplätze“ wurde stark beeinträchtigt. Die Nordburg in Lichtenstein musste sogar eingezäunt werden. Bei Jesserndorf wurden einige tonnenschwere „Heilsteine“ in der Nacht auf einen Lastwagen geladen und sind seitdem verschwunden.
Der Landkreis Haßberge entschloss sich schließlich dazu, einige besonders stark esoterisch genutzte Burgruinen wissenschaftlich erforschen zu lassen (Joachim Zeune), um jegliche diesbezügliche Spekulationen endgültig zu widerlegen. Die Untersuchungen erbrachten wie erwartet keinerlei Hinweise auf eine vormittelalterliche Nutzung dieser Objekte. Die ältesten aufgefundenen Artefakte stammen aus dem Hochmittelalter.
Nach der Erforschung der Burgen und der Einrichtung des wegweisenden „Burgenkundlichen Lehrpfades“ sind die esoterischen Aktivitäten in den Haßbergen deutlich zurückgegangen. Allerdings werden noch immer einschlägige Führungen angeboten und diesbezügliche Literatur publiziert (Werner Pfeil: Besiedlungsspuren am Burgenlehrpfad, 2005) Neben den Burgruinen ziehen besonders die haushohen, meist unvermittelt im Wald aufragenden Felsformationen wie der „Baalstein“ bei Lichtenstein oder der Felsburgstall „Teufelsstein“ immer noch viele Interessenten an. Der „Heilpfad“ im ehemaligen Steinbruch und Dorftanzplatz bei Buch („Druidenhain“) wurde allerdings mittlerweile wieder aufgelassen.

### Sonstiges
Nach dem Naturpark ist der Asteroid des Hauptgürtels (365131) Hassberge benannt.

## Verkehr
Durch die Haßberge führt ein Abschnitt der B 303 und nordöstlich vorbei ein solcher der B 279, von denen sich zahlreiche Landes- und Kreisstraßen in die Naturpark-Landschaft verästeln. Durch die Anschlussstelle Breitengüßbach der Bundesautobahn 73 sind die östlichen Haßberge gut an das überregionale Autobahnnetz angeschlossen. Südlich des Mains verläuft die Bundesautobahn 70 als schnelle Verbindung zwischen Schweinfurt und Bamberg.
Auf der nördlichen Mainseite liegt die Bahntrasse Bamberg–Schweinfurt–Würzburg mit dem RE-Bahnhof Haßfurt. In Breitengüßbach zweigt die Nebenstrecke (Kursbuchstrecke 826) nach Ebern von der Hauptstrecke Bamberg–Hof ab.